# Championnats du monde de cyclisme sur piste 2022
Navigation
2021 2023

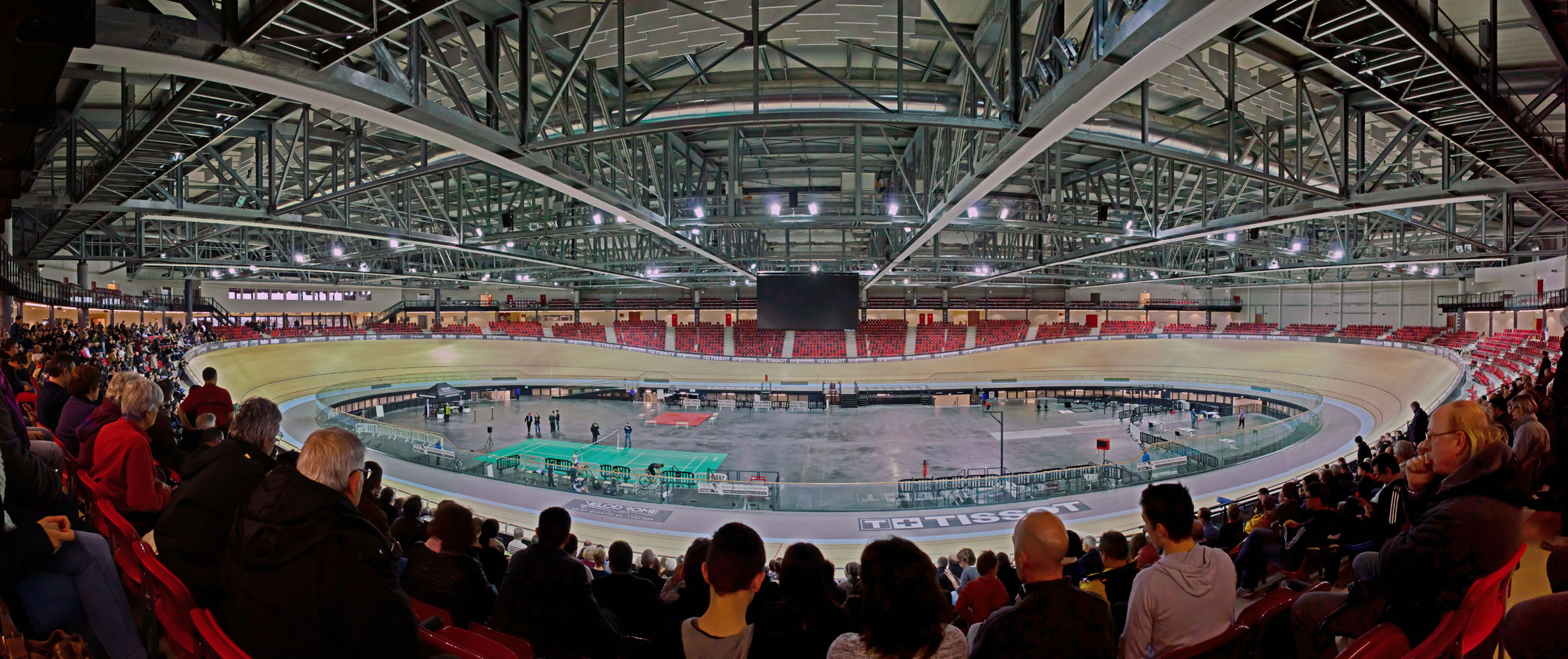
L'intérieur du vélodrome.

Les 112e championnats du monde de cyclisme sur piste se déroulent du 12 octobre au 16 octobre 2022 à Montigny-le-Bretonneux, dans la communauté d'agglomération de Saint-Quentin-en-Yvelines en France, sur le vélodrome de Saint-Quentin-en-Yvelines. Les 22 épreuves présentes aux championnats précédents sont au programme.
Après 2015, c'est la deuxième fois que les mondiaux sur piste ont lieu à Saint-Quentin-en-Yvelines. Il s'agit également des deuxièmes mondiaux sur piste organisés consécutivement en France, après Roubaix qui accueille l'édition précédente. C'est la première fois dans l'histoire qu'un pays accueille ces championnats deux années de suite.

## Participation
51 pays sont présents (contre 43 l'an dernier), avec les absences notables de la Russie et de la Biélorussie en raison de leur implication dans l'invasion de l'Ukraine par la Russie en 2022.

## Programme
Le programme des compétitions est le suivant : 
- les finales sont en jaune et en italique

| Date       | Horaire | Tour                                                       |
| ---------- | ------- | ---------------------------------------------------------- |
| 12 octobre | 14 h 00 | Femmes - poursuite par équipes - qualification             |
| 12 octobre | 14 h 00 | Hommes - poursuite par équipes - qualification             |
| 12 octobre | 18 h 30 | Femmes - vitesse par équipes - qualification               |
| 12 octobre | 18 h 30 | Hommes - vitesse par équipes - qualification               |
| 12 octobre | 18 h 30 | Femmes - scratch - finale                                  |
| 12 octobre | 18 h 30 | Femmes - vitesse par équipes - 1er tour                    |
| 12 octobre | 18 h 30 | Hommes - vitesse par équipes - 1er tour                    |
| 12 octobre | 18 h 30 | Hommes - poursuite par équipes - 1er tour                  |
| 12 octobre | 18 h 30 | Femmes - vitesse par équipes - finale                      |
| 12 octobre | 18 h 30 | Hommes - vitesse par équipes - finale                      |
| 13 octobre | 14 h 00 | Hommes - keirin - 1er tour, repêchage, 2e tour             |
| 13 octobre | 14 h 00 | Femmes - vitesse individuelle - qualification, 1/16e, 1/8e |
| 13 octobre | 18 h 30 | Femmes - poursuite par équipes - 1er tour                  |
| 13 octobre | 18 h 30 | Femmes - vitesse individuelle - Quarts de finale           |
| 13 octobre | 18 h 30 | Hommes - keirin - 3e tour                                  |
| 13 octobre | 18 h 30 | Hommes - poursuite par équipes - finale                    |
| 13 octobre | 18 h 30 | Hommes - scratch - finale                                  |
| 13 octobre | 18 h 30 | Hommes - keirin - finale                                   |
| 13 octobre | 18 h 30 | Femmes - poursuite par équipes - finale                    |
| 13 octobre | 18 h 30 | Femmes - course par élimination                            |
| 14 octobre | 14 h 30 | Femmes - omnium : scratch et course tempo                  |
| 14 octobre | 14 h 30 | Hommes - kilomètre - qualification                         |
| 14 octobre | 14 h 30 | Hommes - poursuite individuelle - qualification            |
| 14 octobre | 18 h 30 | Hommes - course aux points                                 |
| 14 octobre | 18 h 30 | Femmes - vitesse individuelle - Demi-finales               |
| 14 octobre | 18 h 30 | Femmes - omnium : course par élimination                   |
| 14 octobre | 18 h 30 | Hommes - kilomètre - finale                                |
| 14 octobre | 18 h 30 | Hommes - poursuite individuelle - finale                   |
| 14 octobre | 18 h 30 | Femmes - vitesse individuelle - finale                     |
| 14 octobre | 18 h 30 | Femmes - omnium : course aux points                        |

| Date       | Horaire | Tour                                                       |
| ---------- | ------- | ---------------------------------------------------------- |
| 15 octobre | 12 h 00 | Femmes - 500 mètres - qualification                        |
| 15 octobre | 12 h 00 | Hommes - vitesse individuelle - qualification, 1/16e, 1/8e |
| 15 octobre | 12 h 00 | Hommes - omnium : scratch et course tempo                  |
| 15 octobre | 12 h 00 | Femmes - poursuite individuelle - qualification            |
| 15 octobre | 17 h 30 | Femmes - 500 mètres - finale                               |
| 15 octobre | 17 h 30 | Hommes - vitesse individuelle - Quarts de finale           |
| 15 octobre | 17 h 30 | Femmes - course à l'américaine                             |
| 15 octobre | 17 h 30 | Hommes - omnium : course par élimination                   |
| 15 octobre | 17 h 30 | Femmes - poursuite individuelle - finale                   |
| 15 octobre | 17 h 30 | Hommes - omnium : course aux points                        |
| 16 octobre | 12 h 00 | Hommes - vitesse individuelle - Demi-finales               |
| 16 octobre | 12 h 00 | Femmes - keirin, - 1er tour, repêchage                     |
| 16 octobre | 13 h 30 | Femmes - course aux points                                 |
| 16 octobre | 13 h 30 | Hommes - vitesse individuelle - finales                    |
| 16 octobre | 13 h 30 | Femmes - keirin, 2e tour                                   |
| 16 octobre | 13 h 30 | Hommes - course à l'américaine                             |
| 16 octobre | 13 h 30 | Hommes - course par élimination                            |
| 16 octobre | 13 h 30 | Femmes - keirin, - 3e tour                                 |
| 16 octobre | 13 h 30 | Femmes - keirin - finales                                  |

## Médaillés
- (q) : le coureur n'a pas participé à la finale pour la médaille, mais à un tour qualificatif.

### Hommes
| Épreuves                                       | Or                                                                                    | Or                  | Argent                                                                                       | Argent         | Bronze                                                                                         | Bronze         |
| ---------------------------------------------- | ------------------------------------------------------------------------------------- | ------------------- | -------------------------------------------------------------------------------------------- | -------------- | ---------------------------------------------------------------------------------------------- | -------------- |
| Kilomètre contre-la-montre résultats détaillés | Jeffrey Hoogland                                                                      | 58 s 106            | Melvin Landerneau                                                                            | 59 s 568       | Alejandro Martínez                                                                             | 59 s 871       |
| Keirin résultats détaillés                     | Harrie Lavreysen                                                                      |                     | Jeffrey Hoogland                                                                             |                | Kevin Quintero                                                                                 |                |
| Vitesse individuelle résultats détaillés       | Harrie Lavreysen                                                                      |                     | Matthew Richardson                                                                           |                | Matthew Glaetzer                                                                               |                |
| Vitesse par équipes résultats détaillés        | Australie- Matthew Glaetzer - Leigh Hoffman - Matthew Richardson - Thomas Cornish (q) | 41 s 600            | Pays-Bas- Jeffrey Hoogland - Harrie Lavreysen - Roy van den Berg                             | 41 s 643       | Grande-Bretagne- Jack Carlin - Alistair Fielding - Hamish Turnbull                             | 42 s 844       |
| Poursuite individuelle résultats détaillés     | Filippo Ganna                                                                         | 3 min 59 s 636 (RM) | Jonathan Milan                                                                               | 4 min 3 s 790  | Ivo Oliveira                                                                                   | 4 min 8 s 738  |
| Poursuite par équipes résultats détaillés      | Grande-Bretagne- Ethan Hayter - Oliver Wood - Ethan Vernon - Daniel Bigham            | 3 min 45 s 829      | Italie- Simone Consonni - Filippo Ganna - Jonathan Milan - Manlio Moro - Francesco Lamon (q) | 3 min 46 s 033 | Danemark- Tobias Aagaard Hansen - Carl-Frederik Bévort - Lasse Norman Hansen - Rasmus Pedersen | 3 min 46 s 721 |
| Course aux points résultats détaillés          | Yoeri Havik                                                                           | 76 points           | Roger Kluge                                                                                  | 67 points      | Fabio Van den Bossche                                                                          | 64 points      |
| Américaine résultats détaillés                 | France- Donavan Grondin - Benjamin Thomas                                             | 65 points           | Royaume-Uni- Ethan Hayter - Oliver Wood                                                      | 47 points      | Belgique- Fabio Van den Bossche - Lindsay De Vylder                                            | 43 points      |
| Scratch résultats détaillés                    | Dylan Bibic                                                                           |                     | Kazushige Kuboki                                                                             |                | Roy Eefting                                                                                    |                |
| Omnium résultats détaillés                     | Ethan Hayter                                                                          | 147 points          | Benjamin Thomas                                                                              | 127 points     | Aaron Gate                                                                                     | 118 points     |
| Course à l'élimination résultats détaillés     | Elia Viviani                                                                          |                     | Corbin Strong                                                                                |                | Ethan Vernon                                                                                   |                |

### Femmes
| Épreuves                                        | Or                                                                                                 | Or             | Argent                                                                                    | Argent         | Bronze                                                                      | Bronze         |
| ----------------------------------------------- | -------------------------------------------------------------------------------------------------- | -------------- | ----------------------------------------------------------------------------------------- | -------------- | --------------------------------------------------------------------------- | -------------- |
| 500 mètres contre-la-montre résultats détaillés | Taky Marie-Divine Kouamé                                                                           | 32 s 835       | Emma Hinze                                                                                | 33 s 051       | Guo Yufang                                                                  | 33 s 214       |
| Keirin résultats détaillés                      | Lea Sophie Friedrich                                                                               |                | Mina Sato                                                                                 |                | Steffie van der Peet                                                        |                |
| Vitesse individuelle résultats détaillés        | Mathilde Gros                                                                                      |                | Lea Sophie Friedrich                                                                      |                | Emma Hinze                                                                  |                |
| Vitesse par équipes résultats détaillés         | Allemagne- Lea Sophie Friedrich - Pauline Grabosch - Emma Hinze                                    | 45 s 967 (RM)  | - Chine - Bao Shanju - Guo Yufang - Yuan Liying                                           | 46 s 631       | Grande-Bretagne- Lauren Bell - Sophie Capewell - Emma Finucane              | 46 s 596       |
| Poursuite individuelle résultats détaillés      | Franziska Brauße                                                                                   | 3 min 19 s 427 | Bryony Botha                                                                              | 3 min 19 s 869 | Josie Knight                                                                | 3 min 21 s 459 |
| Poursuite par équipes résultats détaillés       | Italie- Elisa Balsamo - Chiara Consonni - Martina Fidanza - Vittoria Guazzini - Martina Alzini (q) | 4 min 9 s 770  | Grande-Bretagne- Neah Evans - Katie Archibald - Josie Knight - Anna Morris - Megan Barker | 4 min 11 s 369 | France- Clara Copponi - Valentine Fortin - Victoire Berteau - Marion Borras | 4 min 10 s 774 |
| Course aux points résultats détaillés           | Neah Evans                                                                                         | 60 points      | Julie Leth                                                                                | 53 points      | Jennifer Valente                                                            | 51 points      |
| Américaine résultats détaillés                  | Belgique- Shari Bossuyt - Lotte Kopecky                                                            | 32 points      | France- Clara Copponi - Valentine Fortin                                                  | 31 points      | Danemark- Amalie Dideriksen - Julie Leth                                    | 23 points      |
| Scratch résultats détaillés                     | Martina Fidanza                                                                                    |                | Maike van der Duin                                                                        |                | Jessica Roberts                                                             |                |
| Omnium résultats détaillés                      | Jennifer Valente                                                                                   | 118 points     | Maike van der Duin                                                                        | 109 points     | Maria Martins                                                               | 99 points      |
| Course à l'élimination résultats détaillés      | Lotte Kopecky                                                                                      |                | Rachele Barbieri                                                                          |                | Jennifer Valente                                                            |                |

## Résultats détaillés

### Hommes

#### Kilomètre
Les huit coureurs les plus rapides sont qualifiés pour la finale (Q).
| Rang | Coureur                    | Pays             | Temps    | Écart  | Notes |
| ---- | -------------------------- | ---------------- | -------- | ------ | ----- |
| 1    | Jeffrey Hoogland           | Pays-Bas         | 58.294   |        | Q     |
| 2    | Matteo Bianchi             | Italie           | 59.460   | +1.166 | Q     |
| 3    | Melvin Landerneau          | France           | 59.549   | +1.255 | Q     |
| 4    | Maximilian Dörnbach        | Allemagne        | 59.750   | +1.456 | Q     |
| 5    | Yuta Obara                 | Japon            | 59.796   | +1.502 | Q     |
| 6    | James Hedgcock             | Canada           | 59.880   | +1.586 | Q     |
| 7    | Nick Kergozou              | Nouvelle-Zélande | 59.930   | +1.636 | Q     |
| 8    | Alejandro Martínez         | Espagne          | 59.938   | +1.644 | Q     |
| 9    | Xue Chenxi                 | Chine            | 1:00.143 | +1.849 |       |
| 10   | Marc Jurczyk               | Allemagne        | 1:00.386 | +2.092 |       |
| 11   | Robin Wagner               | Tchéquie         | 1:00.535 | +2.241 |       |
| 12   | Cristian Ortega            | Colombie         | 1:00.595 | +2.301 |       |
| 13   | Patryk Rajkowski           | Pologne          | 1:00.598 | +2.304 |       |
| 14   | Ryan Dodyk                 | Canada           | 1:00.780 | +2.486 |       |
| 15   | Quentin Lafargue           | France           | 1:00.969 | +2.675 |       |
| 16   | Liu Qi                     | Chine            | 1:01.060 | +2.766 |       |
| 17   | Santiago Ramírez           | Colombie         | 1:01.061 | +2.767 |       |
| 18   | Muhammad Fadhil Mohd Zonis | Malaisie         | 1:01.211 | +2.917 |       |
| 19   | Davide Boscaro             | Italie           | 1:01.276 | +2.982 |       |
| 20   | Tomáš Bábek                | Tchéquie         | 1:01.603 | +3.309 |       |
| 21   | Juan Ruiz                  | Mexique          | 1:01.669 | +3.375 |       |
| 22   | Andrey Chugay              | Kazakhstan       | 1:01.850 | +3.511 |       |
| 23   | José Moreno Sánchez        | Espagne          | 1:02.054 | +3.760 |       |
| 24   | David Elkathchoongo        | Inde             | 1:02.618 | +4.324 |       |
| 25   | Jean Spies                 | Afrique du Sud   | 1:02.747 | +4.453 |       |

| Rang               | Coureur             | Pays             | Temps    | Écart  |
| ------------------ | ------------------- | ---------------- | -------- | ------ |
| Médaille d'or      | Jeffrey Hoogland    | Pays-Bas         | 58.106   |        |
| Médaille d'argent  | Melvin Landerneau   | France           | 59.568   | +1.462 |
| Médaille de bronze | Alejandro Martínez  | Espagne          | 59.871   | +1.765 |
| 4                  | Maximilian Dörnbach | Allemagne        | 59.984   | +1.878 |
| 5                  | Matteo Bianchi      | Italie           | 1:00.012 | +1.906 |
| 6                  | Yuta Obara          | Japon            | 1:00.175 | +2.069 |
| 7                  | Nick Kergozou       | Nouvelle-Zélande | 1:00.340 | +2.234 |
| 8                  | James Hedgcock      | Canada           | 1:00.363 | +2.257 |

#### Keirin
Légende
- R : qualifié pour les repêchages
- Q : qualifié pour les quarts de finale
- QD : qualifié pour les demi-finales
- QA : qualifié pour la finale A
- QB : qualifié pour la finale B

Au premier tour, le deux premiers de chaque série se qualifient pour les quarts de finale tandis que les autres coureurs vont en repêchages.
Lors du repêchage, les deux premiers de chaque série se qualifient pour les quarts de finale et les autres sont éliminés.
En quarts de finale, les quatre premiers de chaque série se qualifient pour les demi-finales.
En demi-finales, les trois premiers coureurs de chaque série se qualifient pour la finale A (places 1 à 6), les autres pour la finale B (places 7 à 12).
| Série | Rang | Coureur                      | Pays              | Écart   | Notes   |
| ----- | ---- | ---------------------------- | ----------------- | ------- | ------- |
| 1     | 1    | Harrie Lavreysen             | Pays-Bas          |         | Q       |
| 1     | 2    | Muhammad Shah Firdaus Sahrom | Malaisie          | +0.032  | Q       |
| 1     | 3    | Svajūnas Jonauskas           | Lituanie          | +0.096  | R       |
| 1     | 4    | Rayan Helal                  | France            | +0.223  | R       |
| 1     | 5    | Alejandro Martínez           | Espagne           | +2.894  | R       |
| 2     | 1    | Stefan Bötticher             | Allemagne         |         | Q       |
| 2     | 2    | Kohei Terasaki               | Japon             | +0.063  | Q       |
| 2     | 3    | Sébastien Vigier             | France            | +0.071  | R       |
| 2     | 4    | Santiago Ramírez             | Colombie          | +0.140  | R       |
| 2     | 5    | Tomáš Bábek                  | Tchéquie          | +0.361  | R       |
| 3     | 1    | Kevin Quintero               | Colombie          |         | Q       |
| 3     | 2    | Matthew Richardson           | Australie         | +0.023  | Q       |
| 3     | 3    | Kwesi Browne                 | Trinité-et-Tobago | +0.392  | R       |
| 3     | 4    | Zhou Yu                      | Chine             | +0.664  | R       |
| 3     | 5    | Melvin Landerneau            | France            | +1.247  | R       |
| 3     | 6    | Marc Jurczyk                 | Allemagne         | +1.485  | R       |
| 4     | 1    | Matthew Glaetzer             | Australie         |         | Q       |
| 4     | 2    | Kento Yamasaki               | Japon             | +0.070  | Q       |
| 4     | 3    | Jair Tjon En Fa              | Suriname          | +0.099  | R       |
| 4     | 4    | Sergey Ponomaryov            | Kazakhstan        | +0.367  | R       |
| 4     | 5    | Esow Alban                   | Inde              | +0.367  | R       |
| 4     | –    | Tijmen van Loon              | Pays-Bas          | Abandon | Abandon |
| 5     | 1    | Jack Carlin                  | Grande-Bretagne   |         | Q       |
| 5     | 2    | Jeffrey Hoogland             | Pays-Bas          | +0.015  | Q       |
| 5     | 3    | Thomas Cornish               | Australie         | +0.048  | R       |
| 5     | 4    | Jai Angsuthasawit            | Thaïlande         | +0.120  | R       |
| 5     | 5    | James Hedgcock               | Canada            | +0.200  | R       |
| 5     | 6    | Jean Spies                   | Afrique du Sud    | +1.488  | R       |

| Série | Rang | Nom                | Pays              | Écart  | Notes |
| ----- | ---- | ------------------ | ----------------- | ------ | ----- |
| 1     | 1    | Jai Angsuthasawit  | Thaïlande         |        | Q     |
| 1     | 2    | Sergey Ponomaryov  | Kazakhstan        | +0.069 | Q     |
| 1     | 3    | Marc Jurczyk       | Allemagne         | +0.147 |       |
| 1     | 4    | Svajūnas Jonauskas | Lituanie          | +0.285 |       |
| 2     | 1    | Sébastien Vigier   | France            |        | Q     |
| 2     | 2    | Rayan Helal        | France            | +0.184 | Q     |
| 2     | 3    | James Hedgcock     | Canada            | +1.153 |       |
| 2     | 4    | Zhou Yu            | Chine             | +1.382 |       |
| 2     | 5    | Tijmen van Loon    | Pays-Bas          | +1.836 |       |
| 3     | 1    | Santiago Ramírez   | Colombie          |        | Q     |
| 3     | 2    | Esow Alban         | Inde              | +0.081 | Q     |
| 3     | 3    | Kwesi Browne       | Trinité-et-Tobago | +0.164 |       |
| 3     | 4    | Alejandro Martínez | Espagne           | +0.203 |       |
| 3     | 5    | Jean Spies         | Afrique du Sud    | +0.292 |       |
| 4     | 1    | Melvin Landerneau  | France            |        | Q     |
| 4     | 2    | Jair Tjon En Fa    | Suriname          | +0.059 | Q     |
| 4     | 3    | Thomas Cornish     | Australie         | +0.195 |       |
| 4     | 4    | Tomáš Bábek        | Tchéquie          | +0.350 |       |

| Série | Rang | Coureur                      | Pays            | Écart  | Notes |
| ----- | ---- | ---------------------------- | --------------- | ------ | ----- |
| 1     | 1    | Harrie Lavreysen             | Pays-Bas        |        | QD    |
| 1     | 2    | Kohei Terasaki               | Japon           | +0.035 | QD    |
| 1     | 3    | Matthew Glaetzer             | Australie       | +0.100 | QD    |
| 1     | 4    | Sébastien Vigier             | France          | +0.169 | QD    |
| 1     | 5    | Jair Tjon En Fa              | Suriname        | +0.256 |       |
| 1     | 6    | Santiago Ramírez             | Colombie        | +0.403 |       |
| 2     | 1    | Matthew Richardson           | Australie       |        | QD    |
| 2     | 2    | Melvin Landerneau            | France          | +0.026 | QD    |
| 2     | 3    | Esow Alban                   | Inde            | +0.097 | QD    |
| 2     | 4    | Jack Carlin                  | Grande-Bretagne | +0.109 | QD    |
| 2     | 5    | Stefan Bötticher             | Allemagne       | +0.129 |       |
| 2     | 6    | Jai Angsuthasawit            | Thaïlande       | +0.141 |       |
| 3     | 1    | Kevin Quintero               | Colombie        |        | QD    |
| 3     | 2    | Jeffrey Hoogland             | Pays-Bas        | +0.013 | QD    |
| 3     | 3    | Muhammad Shah Firdaus Sahrom | Malaisie        | +0.093 | QD    |
| 3     | 4    | Sergey Ponomaryov            | Kazakhstan      | +0.210 | QD    |
| 3     | 5    | Kento Yamasaki               | Japon           | +0.294 |       |
| 3     | 6    | Rayan Helal                  | France          | +0.324 |       |

| Série | Rang | Coureur                      | Pays            | Écart  | Notes |
| ----- | ---- | ---------------------------- | --------------- | ------ | ----- |
| 1     | 1    | Melvin Landerneau            | France          | 10.055 | QFA   |
| 1     | 2    | Harrie Lavreysen             | Pays-Bas        | +0.021 | QFA   |
| 1     | 3    | Kohei Terasaki               | Japon           | +0.061 | QFA   |
| 1     | 4    | Esow Alban                   | Inde            | +0.066 | QFB   |
| 1     | 5    | Sergey Ponomaryov            | Kazakhstan      | +0.088 | QFB   |
| 1     | 6    | Muhammad Shah Firdaus Sahrom | Malaisie        | +0.101 | QFB   |
| 2     | 1    | Kevin Quintero               | Colombie        | 10.032 | QFA   |
| 2     | 2    | Jeffrey Hoogland             | Pays-Bas        | +0.039 | QFA   |
| 2     | 3    | Sébastien Vigier             | France          | +0.095 | QFA   |
| 2     | 4    | Matthew Richardson           | Australie       | +0.095 | QFB   |
| 2     | 5    | Matthew Glaetzer             | Australie       | +0.115 | QFB   |
| 2     | 6    | Jack Carlin                  | Grande-Bretagne | +0.667 | QFB   |

| Rang               | Coureur                      | Pays            | Écart  |
| ------------------ | ---------------------------- | --------------- | ------ |
| Finale A           |                              |                 |        |
| Médaille d'or      | Harrie Lavreysen             | Pays-Bas        |        |
| Médaille d'argent  | Jeffrey Hoogland             | Pays-Bas        | +0.025 |
| Médaille de bronze | Kevin Quintero               | Colombie        | +0.087 |
| 4                  | Sébastien Vigier             | France          | +0.142 |
| 5                  | Melvin Landerneau            | France          | +0.203 |
| 6                  | Kohei Terasaki               | Japon           | +0.366 |
| Finale B           |                              |                 |        |
| 7                  | Matthew Glaetzer             | Australie       |        |
| 8                  | Matthew Richardson           | Australie       | +0.110 |
| 9                  | Jack Carlin                  | Grande-Bretagne | +0.229 |
| 10                 | Muhammad Shah Firdaus Sahrom | Malaisie        | +0.307 |
| 11                 | Sergey Ponomaryov            | Kazakhstan      | +1.333 |
| 12                 | Esow Alban                   | Inde            | +2.142 |

#### Vitesse individuelle
Légende
- Q16 : qualifié pour les seizièmes de finale
- Q8 : qualifié pour les huitièmes de finale
- Q4 : qualifié pour les quarts de finale
- Q2 : qualifié pour les demi-finales
- QFA : qualifié pour la finale A (places 1 et 2)
- QFB : qualifié pour la finale B (places 3 et 4)

| Rang | Coureur                      | Pays              | Temps  | Écart  | Notes |
| ---- | ---------------------------- | ----------------- | ------ | ------ | ----- |
| 1    | Harrie Lavreysen             | Pays-Bas          | 9.224  |        | Q8    |
| 2    | Matthew Richardson           | Australie         | 9.381  | +0.157 | Q8    |
| 3    | Matthew Glaetzer             | Australie         | 9.405  | +0.181 | Q8    |
| 4    | Mateusz Rudyk                | Pologne           | 9.456  | +0.232 | Q8    |
| 5    | Thomas Cornish               | Australie         | 9.527  | +0.303 | Q16   |
| 6    | Kaiya Ota                    | Japon             | 9.531  | +0.307 | Q16   |
| 7    | Tom Derache                  | France            | 9.543  | +0.319 | Q16   |
| 8    | Sébastien Vigier             | France            | 9.548  | +0.324 | Q16   |
| 9    | Hamish Turnbull              | Grande-Bretagne   | 9.592  | +0.368 | Q16   |
| 10   | Jack Carlin                  | Grande-Bretagne   | 9.601  | +0.377 | Q16   |
| 11   | Rayan Helal                  | France            | 9.605  | +0.381 | Q16   |
| 12   | Nick Wammes                  | Canada            | 9.622  | +0.398 | Q16   |
| 13   | Stefan Bötticher             | Allemagne         | 9.623  | +0.399 | Q16   |
| 14   | Sándor Szalontay             | Hongrie           | 9.631  | +0.407 | Q16   |
| 15   | Cristian Ortega              | Colombie          | 9.639  | +0.415 | Q16   |
| 16   | Kevin Quintero               | Colombie          | 9.643  | +0.419 | Q16   |
| 17   | Kohei Terasaki               | Japon             | 9.673  | +0.449 | Q16   |
| 18   | Sam Ligtlee                  | Pays-Bas          | 9.680  | +0.456 | Q16   |
| 19   | Martin Čechman               | Tchéquie          | 9.681  | +0.457 | Q16   |
| 20   | Tijmen van Loon              | Pays-Bas          | 9.688  | +0.464 | Q16   |
| 21   | Jair Tjon En Fa              | Suriname          | 9.698  | +0.474 | Q16   |
| 22   | Kento Yamasaki               | Japon             | 9.741  | +0.517 | Q16   |
| 23   | Maximilian Dörnbach          | Allemagne         | 9.806  | +0.582 | Q16   |
| 24   | Ryan Dodyk                   | Canada            | 9.817  | +0.593 | Q16   |
| 25   | Liu Qi                       | Chine             | 9.827  | +0.603 | Q16   |
| 26   | Rafał Sarnecki               | Pologne           | 9.836  | +0.612 | Q16   |
| 27   | Muhammad Shah Firdaus Sahrom | Malaisie          | 9.840  | +0.616 | Q16   |
| 28   | Alejandro Martínez           | Espagne           | 9.847  | +0.623 | Q16   |
| 29   | Jai Angsuthasawit            | Thaïlande         | 9.867  | +0.643 |       |
| 30   | Svajūnas Jonauskas           | Lituanie          | 9.905  | +0.681 |       |
| 31   | Ronaldo Laitonjam            | Inde              | 9.910  | +0.686 |       |
| 32   | Andrey Chugay                | Kazakhstan        | 9.911  | +0.687 |       |
| 33   | Sergey Ponomaryov            | Kazakhstan        | 9.941  | +0.717 |       |
| 34   | Kwesi Browne                 | Trinité-et-Tobago | 10.012 | +0.788 |       |
| 35   | Jean Spies                   | Afrique du Sud    | 10.044 | +0.820 |       |

| Série | Rang | Coureur                      | Pays            | Temps  | Notes |
| ----- | ---- | ---------------------------- | --------------- | ------ | ----- |
| 1     | 1    | Thomas Cornish               | Australie       |        | Q8    |
| 1     | 2    | Alejandro Martínez           | Espagne         | +0.186 |       |
| 2     | 1    | Kaiya Ota                    | Japon           |        | Q8    |
| 2     | 2    | Muhammad Shah Firdaus Sahrom | Malaisie        | +0.073 |       |
| 3     | 1    | Rafał Sarnecki               | Pologne         |        | Q8    |
| 3     | 2    | Tom Derache                  | France          | REL    |       |
| 4     | 1    | Sébastien Vigier             | France          |        | Q8    |
| 4     | 2    | Liu Qi                       | Chine           | +0.047 |       |
| 5     | 1    | Hamish Turnbull              | Grande-Bretagne |        | Q8    |
| 5     | 2    | Ryan Dodyk                   | Canada          | +0.159 |       |
| 6     | 1    | Jack Carlin                  | Grande-Bretagne |        | Q8    |
| 6     | 2    | Maximilian Dörnbach          | Allemagne       | +0.089 |       |
| 7     | 1    | Rayan Helal                  | France          |        | Q8    |
| 7     | 2    | Kento Yamasaki               | Japon           | +0.024 |       |
| 8     | 1    | Jair Tjon En Fa              | Suriname        |        | Q8    |
| 8     | 2    | Nick Wammes                  | Canada          | +0.133 |       |
| 9     | 1    | Stefan Bötticher             | Allemagne       |        | Q8    |
| 9     | 2    | Tijmen van Loon              | Pays-Bas        | +0.078 |       |
| 10    | 1    | Martin Čechman               | Tchéquie        |        | Q8    |
| 10    | 2    | Sándor Szalontay             | Hongrie         | +0.100 |       |
| 11    | 1    | Cristian Ortega              | Colombie        |        | Q8    |
| 11    | 2    | Sam Ligtlee                  | Pays-Bas        | +0.339 |       |
| 12    | 1    | Kevin Quintero               | Colombie        |        | Q8    |
| 12    | 2    | Kohei Terasaki               | Japon           | +0.036 |       |

| Série | Rang | Coureur            | Pays            | Temps  | Notes |
| ----- | ---- | ------------------ | --------------- | ------ | ----- |
| 1     | 1    | Harrie Lavreysen   | Pays-Bas        |        | Q4    |
| 1     | 2    | Kevin Quintero     | Colombie        | +0.474 |       |
| 2     | 1    | Matthew Richardson | Australie       |        | Q4    |
| 2     | 2    | Cristian Ortega    | Colombie        | +0.176 |       |
| 3     | 1    | Matthew Glaetzer   | Australie       |        | Q4    |
| 3     | 2    | Martin Čechman     | Tchéquie        | +0.094 |       |
| 4     | 1    | Mateusz Rudyk      | Pologne         |        | Q4    |
| 4     | 2    | Stefan Bötticher   | Allemagne       | +0.054 |       |
| 5     | 1    | Jair Tjon En Fa    | Suriname        |        | Q4    |
| 5     | 2    | Thomas Cornish     | Australie       | +0.531 |       |
| 6     | 1    | Rayan Helal        | France          |        | Q4    |
| 6     | 2    | Kaiya Ota          | Japon           | +0.027 |       |
| 7     | 1    | Jack Carlin        | Grande-Bretagne |        | Q4    |
| 7     | 2    | Rafał Sarnecki     | Pologne         | +0.056 |       |
| 8     | 1    | Hamish Turnbull    | Grande-Bretagne |        | Q4    |
| 8     | 2    | Sébastien Vigier   | France          | +0.001 |       |

| Série | Rang | Coureur            | Pays            | Manche 1 | Manche 2 | Manche 3 | Notes |
| ----- | ---- | ------------------ | --------------- | -------- | -------- | -------- | ----- |
| 1     | 1    | Harrie Lavreysen   | Pays-Bas        | X        | X        |          | Q2    |
| 1     | 2    | Hamish Turnbull    | Grande-Bretagne | +0.094   | +0.217   |          |       |
| 2     | 1    | Matthew Richardson | Australie       | X        | X        |          | Q2    |
| 2     | 2    | Jack Carlin        | Grande-Bretagne | +2.267   | +0.031   |          |       |
| 3     | 1    | Matthew Glaetzer   | Australie       | X        | X        |          | Q2    |
| 3     | 2    | Rayan Helal        | France          | +0.573   | +0.105   |          |       |
| 4     | 1    | Mateusz Rudyk      | Pologne         | X        | +0.015   | X        | Q2    |
| 4     | 2    | Jair Tjon En Fa    | Suriname        | +0.041   | X        | +0.080   |       |

| Série | Rang | Coureur            | Pays      | Manche 1 | Manche 2 | Notes |
| ----- | ---- | ------------------ | --------- | -------- | -------- | ----- |
| 1     | 1    | Harrie Lavreysen   | Pays-Bas  | X        | X        | QFA   |
| 1     | 2    | Mateusz Rudyk      | Pologne   | +0.399   | +0.146   | QFB   |
| 2     | 1    | Matthew Richardson | Australie | X        | X        | QFA   |
| 2     | 2    | Matthew Glaetzer   | Australie | +0.015   | +0.038   | QFB   |

| Rang                             | Coureur            | Pays      | Manche 1 | Manche 2 |
| -------------------------------- | ------------------ | --------- | -------- | -------- |
| Match pour la médaille d'or      |                    |           |          |          |
| Médaille d'or                    | Harrie Lavreysen   | Pays-Bas  | X        | X        |
| Médaille d'argent                | Matthew Richardson | Australie | +0.155   | +0.083   |
| Match pour la médaille de bronze |                    |           |          |          |
| Médaille de bronze               | Matthew Glaetzer   | Australie | X        | X        |
| 4                                | Mateusz Rudyk      | Pologne   | +0.223   | +0.259   |

#### Vitesse par équipes
Légende
- Q : qualifiés pour le premier tour
- QA : qualifiés pour la finale A
- QB : qualifiés pour la finale B

Lors du tour de qualification, les 8 meilleures équipes se qualifient pour le 1er tour (Q). Au cours de celui-ci, les séries se courent selon le rang occupé à l'issue des qualifications : 4e contre 5e, 3e contre 6e, 2e contre 7e et 1re contre 8e. Les vainqueurs de chaque série sont classés en fonction de leur temps : les deux meilleures équipes se qualifient pour la finale (QA) et les deux autres pour le match pour la médaille de bronze (QB).
| Rang | Équipe                                                                                       | Temps        | Écart        | Notes        |
| ---- | -------------------------------------------------------------------------------------------- | ------------ | ------------ | ------------ |
| 1    | Australie- Leigh Hoffman - Matthew Richardson - Thomas Cornish                               | 41.896       |              | Q            |
| 2    | Pays-Bas- Roy van den Berg - Harrie Lavreysen - Jeffrey Hoogland                             | 41.993       | +0.097       | Q            |
| 3    | France- Timmy Gillion - Sébastien Vigier - Melvin Landerneau                                 | 42.852       | +0.956       | Q            |
| 4    | Grande-Bretagne- Alistair Fielding - Hamish Turnbull - Jack Carlin                           | 43.094       | +1.198       | Q            |
| 5    | Pologne- Rafał Sarnecki - Mateusz Rudyk - Patryk Rajkowski                                   | 43.220       | +1.324       | Q            |
| 6    | Allemagne- Nik Schröter - Stefan Bötticher - Maximilian Dörnbach                             | 43.228       | +1.332       | Q            |
| 7    | Chine- Guo Shuai - Zhou Yu - Liu Qi                                                          | 43.398       | +1.502       | Q            |
| 8    | Canada- Tyler Rorke - Nick Wammes - James Hedgcock                                           | 43.707       | +1.811       | Q            |
| 9    | Tchéquie- Matěj Bohuslávek - Martin Čechman - Tomáš Bábek                                    | 44.221       | +2.325       |              |
| 10   | Colombie- Santiago Ramírez - Kevin Quintero - Cristian Ortega                                | 44.331       | +2.435       |              |
| 11   | Malaisie- Muhammad Ridwan Sahrom - Muhammad Shah Firdaus Sahrom - Muhammad Fadhil Mohd Zonis | 44.417       | +2.521       |              |
| 12   | Italie- Matteo Tugnolo - Daniele Napolitano - Matteo Bianchi                                 | 44.558       | +2.662       |              |
| 13   | Lituanie- Laurynas Vinskas - Vasilijus Lendel - Svajūnas Jonauskas                           | 44.705       | +2.809       |              |
| 14   | Espagne- José Moreno - Alejandro Martínez - Ekain Jiménez                                    | 45.196       | +3.300       |              |
| 15   | États-Unis- Dalton Walters - Evan Boone - Geneway Tang                                       | 45.483       | +3.587       |              |
| 16   | Inde- Rojit Singh Yanglem - David Elkathchoongo - Esow Alban                                 | 45.579       | +3.683       |              |
| —    | Japon- Yoshitaku Nagasako - Kaiya Ota - Yuta Obara                                           | Disqualifiés | Disqualifiés | Disqualifiés |

| Série | Rang | Équipe                                                             | Temps  | Écart  | Notes |
| ----- | ---- | ------------------------------------------------------------------ | ------ | ------ | ----- |
| 1     | 1    | Grande-Bretagne- Jack Carlin - Alistair Fielding - Hamish Turnbull | 42.747 |        | QB    |
| 1     | 2    | Pologne- Patryk Rajkowski - Mateusz Rudyk - Rafał Sarnecki         | 42.879 | +0.132 |       |
| 2     | 1    | Allemagne- Stefan Bötticher - Maximilian Dörnbach - Nik Schröter   | 43.003 |        | QB    |
| 2     | 2    | France- Timmy Gillion - Rayan Helal - Sébastien Vigier             | 43.063 | +0.060 |       |
| 3     | 1    | Pays-Bas- Jeffrey Hoogland - Harrie Lavreysen - Roy van den Berg   | 41.747 |        | QA    |
| 3     | 2    | Chine- Guo Shuai - Xue Chenxi - Zhou Yu                            | 43.459 | +1.712 |       |
| 4     | 1    | Australie- Matthew Glaetzer - Leigh Hoffman - Matthew Richardson   | 41.630 |        | QA    |
| 4     | 2    | Canada- Ryan Dodyk - Tyler Rorke - Nick Wammes                     | 43.717 | +2.087 |       |

| Rang                             | Équipe                                                             | Temps  | Écart  | Notes |
| -------------------------------- | ------------------------------------------------------------------ | ------ | ------ | ----- |
| Match pour la médaille d'or      |                                                                    |        |        |       |
| Médaille d'or                    | Australie- Matthew Glaetzer - Leigh Hoffman - Matthew Richardson   | 41.600 |        |       |
| Médaille d'argent                | Pays-Bas- Jeffrey Hoogland - Harrie Lavreysen - Roy van den Berg   | 41.643 | +0.043 |       |
| Match pour la médaille de bronze |                                                                    |        |        |       |
| Médaille de bronze               | Grande-Bretagne- Jack Carlin - Alistair Fielding - Hamish Turnbull | 42.844 |        |       |
| 4                                | Allemagne- Stefan Bötticher - Maximilian Dörnbach - Nik Schröter   | 42.950 | +0.106 |       |

#### Poursuite individuelle
Légende
- QA : qualifié pour la finale A
- QB : qualifié pour la finale B

| Rang | Coureur             | Pays             | Temps    | Écart   | Notes |
| ---- | ------------------- | ---------------- | -------- | ------- | ----- |
| 1    | Filippo Ganna       | Italie           | 4:00.693 |         | QA    |
| 2    | Jonathan Milan      | Italie           | 4:03.012 | +2.319  | QA    |
| 3    | Daniel Bigham       | Grande-Bretagne  | 4:05.181 | +4.488  | QB    |
| 4    | Ivo Oliveira        | Portugal         | 4:06.704 | +6.011  | QB    |
| 5    | Simon Vitzthum      | Suisse           | 4:07.326 | +6.633  |       |
| 6    | Tom Sexton          | Nouvelle-Zélande | 4:08.679 | +7.986  |       |
| 7    | Conor Leahy         | Australie        | 4:09.197 | +8.504  |       |
| 8    | Corentin Ermenault  | France           | 4:09.607 | +8.914  |       |
| 9    | Claudio Imhof       | Suisse           | 4:09.824 | +9.131  |       |
| 10   | Shoi Matsuda        | Japon            | 4:10.521 | +9.828  |       |
| 11   | Chris Ernst         | Canada           | 4:11.443 | +10.750 |       |
| 12   | Tobias Buck-Gramcko | Allemagne        | 4:11.661 | +10.968 |       |
| 13   | Carson Mattern      | Canada           | 4:13.196 | +12.503 |       |
| 14   | Leon Rohde          | Allemagne        | 4:14.817 | +14.124 |       |
| 15   | Kacper Majewski     | Pologne          | 4:14.828 | +14.135 |       |
| 16   | Erik Martorell      | Espagne          | 4:17.499 | +16.806 |       |
| 17   | Zhang Haiao         | Chine            | 4:18.427 | +17.734 |       |
| 18   | Nicolas Heinrich    | Allemagne        | 4:18.777 | +18.084 |       |
| 19   | Brendan Rhim        | États-Unis       | 4:20.165 | +19.472 |       |
| 20   | Sean Richardson     | Canada           | 4:21.374 | +20.681 |       |
| 21   | Daniel Crista       | Roumanie         | 4:21.601 | +20.908 |       |
| 22   | Anders Johnson      | États-Unis       | 4:21.726 | +21.033 |       |
| 23   | Alisher Zhumakan    | Kazakhstan       | 4:25.210 | +24.517 |       |
| 24   | Artyom Zakharov     | Kazakhstan       | 4:33.655 | +32.962 |       |
| 25   | Aleksey Fomovskiy   | Ouzbékistan      | 4:42.690 | +41.997 |       |

| Course pour la médaille d'or      |                |                 |          |        |
| Médaille d'or                     | Filippo Ganna  | Italie          | 3:59.636 |        |
| Médaille d'argent                 | Jonathan Milan | Italie          | 4:03.790 | +4.154 |
| Course pour la médaille de bronze |                |                 |          |        |
| Médaille de bronze                | Ivo Oliveira   | Portugal        | 4:08.738 |        |
| 4                                 | Daniel Bigham  | Grande-Bretagne | 4:09.956 | +1.218 |

#### Poursuite par équipes
Légende
- Q : qualifiés pour le premier tour
- QA : qualifiés pour la finale A
- QB : qualifiés pour la finale B

Lors du tour de qualification, les 8 meilleures équipes se qualifient pour le 1er tour (Q).
Au premier tour, les équipes courent selon le rang occupé à l'issue des qualifications : 6 contre 7, 5 contre 8, 2 contre 3, 1 contre 4. Les vainqueurs des deux dernières séries (3 et 4) se qualifient pour la finale pour la médaille d'or (QA), tandis que les deux meilleurs temps parmi les six autres équipes se qualifient pour la finale pour la médaille de bronze (QB).
| Rang | Équipe                                                                                         | Temps    | Écart   | Notes |
| ---- | ---------------------------------------------------------------------------------------------- | -------- | ------- | ----- |
| 1    | Grande-Bretagne- Ethan Hayter - Oliver Wood - Ethan Vernon - Daniel Bigham                     | 3:48.092 |         | Q     |
| 2    | Italie- Filippo Ganna - Francesco Lamon - Jonathan Milan - Manlio Moro                         | 3:48.243 | +0.151  | Q     |
| 3    | France- Benjamin Thomas - Valentin Tabellion - Thomas Denis - Quentin Lafargue                 | 3:48.845 | +0.753  | Q     |
| 4    | Nouvelle-Zélande- Aaron Gate - Tom Sexton - Nick Kergozou - Campbell Stewart                   | 3:49.498 | +1.406  | Q     |
| 5    | Danemark- Tobias Aagaard Hansen - Carl-Frederik Bévort - Lasse Norman Hansen - Rasmus Pedersen | 3:49.639 | +1.547  | Q     |
| 6    | Australie- Conor Leahy - Kelland O'Brien - Josh Duffy - Sam Welsford                           | 3:50.344 | +2.252  | Q     |
| 7    | Allemagne- Theo Reinhardt - Tobias Buck-Gramcko - Nicolas Heinrich - Leon Rohde                | 3:52.332 | +4.240  | Q     |
| 8    | Belgique- Tuur Dens - Thibaut Bernard - Gianluca Pollefliet - Noah Vandenbranden               | 3:52.480 | +4.388  | Q     |
| 9    | Japon- Shunsuke Imamura - Kazushige Kuboki - Naoki Kojima - Shoi Matsuda                       | 3:53.494 | +5.402  |       |
| 10   | Suisse- Claudio Imhof - Simon Vitzthum - Valère Thiébaud - Alex Vogel                          | 3:53.532 | +5.440  |       |
| 11   | Canada- Dylan Bibic - Mathias Guillemette - Carson Mattern - Sean Richardson                   | 3:53.739 | +5.647  |       |
| 12   | Pologne- Alan Banaszek - Kacper Majewski - Bartosz Rudyk - Szymon Sajnok                       | 3:56.370 | +8.278  |       |
| 13   | Chine- Li Boan - Sun Haijiao - Yang Yang - Zhang Haiao                                         | 3:57.565 | +9.473  |       |
| 14   | États-Unis- David Domonoske - Anders Johnson - Grant Koontz - Brendan Rhim                     | 4:01.660 | +13.568 |       |
| 15   | Espagne- Erik Martorell - Joan Martí Bennassar - Alberto Pérez - Jaime Romero                  | 4:04.753 | +16.661 |       |
| 16   | Ouzbékistan- Dmitriy Bocharov - Edem Eminov - Danil Evdokimov - Aleksey Fomovskiy              | 4:13.067 | +24.975 |       |

| Rang | Série | Équipe                                                                                         | Temps    | Écart  | Notes |
| ---- | ----- | ---------------------------------------------------------------------------------------------- | -------- | ------ | ----- |
| 1    | 1     | Australie- Conor Leahy - Kelland O'Brien - Sam Welsford - James Moriarty                       | 3:48.773 |        | QB    |
| 1    | 2     | Allemagne- Theo Reinhardt - Tobias Buck-Gramcko - Nicolas Heinrich - Leon Rohde                | 3:52.057 | +3.284 |       |
| 2    | 1     | Danemark- Tobias Aagaard Hansen - Carl-Frederik Bévort - Lasse Norman Hansen - Rasmus Pedersen | 3:46.754 |        | QB    |
| 2    | 2     | Belgique- Tuur Dens - Thibaut Bernard - Gianluca Pollefliet - Noah Vandenbranden               | 3:53.242 | +6.488 |       |
| 3    | 1     | Italie- Filippo Ganna - Francesco Lamon - Jonathan Milan - Manlio Moro                         | 3:47.203 |        | QA    |
| 3    | 2     | France- Benjamin Thomas - Valentin Tabellion - Corentin Ermenault - Quentin Lafargue           | 3:50.681 | +3.478 |       |
| 4    | 1     | Grande-Bretagne- Ethan Hayter - Oliver Wood - Ethan Vernon - Daniel Bigham                     | 3:47.057 |        | QA    |
| 4    | 2     | Nouvelle-Zélande- Aaron Gate - Tom Sexton - Nick Kergozou - Campbell Stewart                   | 3:48.920 | +1.863 |       |

| Rang                             | Équipe                                                                                         | Temps    | Écart  | Notes |
| -------------------------------- | ---------------------------------------------------------------------------------------------- | -------- | ------ | ----- |
| Match pour la médaille d'or      |                                                                                                |          |        |       |
| Médaille d'or                    | Grande-Bretagne- Ethan Hayter - Oliver Wood - Ethan Vernon - Daniel Bigham                     | 3:45.829 |        |       |
| Médaille d'argent                | Italie- Simone Consonni - Filippo Ganna - Jonathan Milan - Manlio Moro                         | 3:46.033 | +0.204 |       |
| Match pour la médaille de bronze |                                                                                                |          |        |       |
| Médaille de bronze               | Danemark- Tobias Aagaard Hansen - Carl-Frederik Bévort - Lasse Norman Hansen - Rasmus Pedersen | 3:46.721 |        |       |
| 4                                | Australie- Conor Leahy - Kelland O'Brien - Sam Welsford - James Moriarty                       | 3:48.127 | +1.406 |       |

#### Course aux points
| Rang               | Coureur               | Pays             | Points au tour | Points au sprint | Total   |
| ------------------ | --------------------- | ---------------- | -------------- | ---------------- | ------- |
| Médaille d'or      | Yoeri Havik           | Pays-Bas         | 60             | 16               | 76      |
| Médaille d'argent  | Roger Kluge           | Allemagne        | 40             | 27               | 67      |
| Médaille de bronze | Fabio Van den Bossche | Belgique         | 40             | 24               | 64      |
| 4                  | Corbin Strong         | Nouvelle-Zélande | 40             | 22               | 62      |
| 5                  | William Perrett       | Grande-Bretagne  | 40             | 21               | 61      |
| 6                  | Grant Koontz          | États-Unis       | 40             | 7                | 47      |
| 7                  | Gustav Johansson      | Suède            | 40             | 0                | 40      |
| 8                  | Wojtek Pszczolarski   | Pologne          | 20             | 14               | 34      |
| 9                  | Michele Scartezzini   | Italie           | 20             | 7                | 27      |
| 10                 | Valère Thiébaud       | Suisse           | 20             | 2                | 22      |
| 11                 | Mykyta Yakovlev       | Ukraine          | 20             | 2                | 22      |
| 12                 | Alon Yogev            | Israël           | 20             | 1                | 21      |
| 13                 | Mathias Guillemette   | Canada           | 0              | 16               | 16      |
| 14                 | Thomas Boudat         | France           | 0              | 11               | 11      |
| 15                 | João Matias           | Portugal         | 0              | 10               | 10      |
| 16                 | Iván Ruiz             | Argentine        | 0              | 1                | 1       |
| 17                 | James Moriarty        | Australie        | -40            | 6                | -34     |
| 18                 | José Muñiz            | Mexique          | -40            | 0                | -40     |
| 19                 | Martin Chren          | Slovaquie        | -60            | 0                | -60     |
| -                  | Lotfi Tchambaz        | Algérie          | Abandon        | Abandon          | Abandon |
| -                  | Jan Voneš             | Tchéquie         | Abandon        | Abandon          | Abandon |

#### Américaine
| Rang               | Équipe                                              | Points au tour | Points au sprint | Total   |
| ------------------ | --------------------------------------------------- | -------------- | ---------------- | ------- |
| Médaille d'or      | France- Donavan Grondin - Benjamin Thomas           | 20             | 45               | 65      |
| Médaille d'argent  | Grande-Bretagne- Ethan Hayter - Oliver Wood         | 20             | 27               | 47      |
| Médaille de bronze | Belgique- Fabio Van den Bossche - Lindsay De Vylder | 20             | 23               | 43      |
| 4                  | Italie- Simone Consonni - Michele Scartezzini       | 20             | 21               | 41      |
| 5                  | Pays-Bas- Yoeri Havik - Jan-Willem van Schip        | 20             | 17               | 37      |
| 6                  | Portugal- Rui Oliveira - Ivo Oliveira               | 20             | 7                | 27      |
| 7                  | Japon- Shunsuke Imamura - Kazushige Kuboki          | 20             | 5                | 25      |
| 9                  | Allemagne- Roger Kluge - Theo Reinhardt             | 0              | 24               | 24      |
| 8                  | Nouvelle-Zélande- Campbell Stewart - Aaron Gate     | 0              | 20               | 20      |
| 10                 | Australie- Kelland O'Brien - Sam Welsford           | 0              | 16               | 16      |
| 11                 | Danemark- Michael Mørkøv - Niklas Larsen            | 0              | 15               | 15      |
| 12                 | Suisse- Lukas Rüegg - Claudio Imhof                 | 0              | 8                | 8       |
| 13                 | Canada- Dylan Bibic - Mathias Guillemette           | -20            | 2                | -18     |
| -                  | Pologne- Bartosz Rudyk - Szymon Sajnok              | Abandon        | Abandon          | Abandon |
| -                  | États-Unis- Peter Moore - Eddy Huntsman             | Abandon        | Abandon          | Abandon |
| -                  | Tchéquie- Denis Rugovac - Daniel Babor              | Abandon        | Abandon          | Abandon |
| -                  | Argentine- Facundo Lezica - Iván Ruiz               | Abandon        | Abandon          | Abandon |
| -                  | Mexique- Ricardo Peña - Jorge Peyrot                | Abandon        | Abandon          | Abandon |

#### Scratch
| Rang               | Coureur              | Pays             | Tours   |
| ------------------ | -------------------- | ---------------- | ------- |
| Médaille d'or      | Dylan Bibic          | Canada           |         |
| Médaille d'argent  | Kazushige Kuboki     | Japon            |         |
| Médaille de bronze | Roy Eefting          | Pays-Bas         |         |
| 4                  | Tuur Dens            | Belgique         |         |
| 5                  | Donavan Grondin      | France           |         |
| 6                  | Sebastián Mora       | Espagne          |         |
| 7                  | Filip Prokopyszyn    | Pologne          |         |
| 8                  | Gavin Hoover         | États-Unis       |         |
| 9                  | Rui Oliveira         | Portugal         |         |
| 10                 | Aaron Gate           | Nouvelle-Zélande |         |
| 11                 | Mattia Pinazzi       | Italie           |         |
| 12                 | Rasmus Pedersen      | Danemark         |         |
| 13                 | Tim Wafler           | Autriche         |         |
| 14                 | Rhys Britton         | Grande-Bretagne  |         |
| 15                 | Daniel Babor         | Tchéquie         |         |
| 16                 | Moritz Malcharek     | Allemagne        |         |
| 17                 | Rotem Tene           | Israël           |         |
| 18                 | Facundo Lezica       | Argentine        |         |
| 19                 | Alex Vogel           | Suisse           |         |
|                    | Yacine Chalel        | Algérie          | Abandon |
| Akil Campbell      | Trinité-et-Tobago    |                  | Abandon |
| Josh Duffy         | Australie            |                  | Abandon |
| Martin Chren       | Slovaquie            |                  | Abandon |
|                    | Mohammad Ganjkhanlou | Iran             | Forfait |

#### Omnium
| Rang | Coureur             | Pays              | Tours | Points sur l'épreuve |
| ---- | ------------------- | ----------------- | ----- | -------------------- |
| 1    | Aaron Gate          | Nouvelle-Zélande  |       | 40                   |
| 2    | Shunsuke Imamura    | Japon             |       | 38                   |
| 3    | Kelland O'Brien     | Australie         |       | 36                   |
| 4    | Ethan Hayter        | Grande-Bretagne   | −1    | 34                   |
| 5    | Elia Viviani        | Italie            | −1    | 32                   |
| 6    | Benjamin Thomas     | France            | −1    | 30                   |
| 7    | Dylan Bibic         | Canada            | −1    | 28                   |
| 8    | Vincent Hoppezak    | Pays-Bas          | −1    | 26                   |
| 9    | Simon Vitzthum      | Suisse            | −1    | 24                   |
| 10   | Niklas Larsen       | Danemark          | −1    | 22                   |
| 11   | Bernard Van Aert    | Indonésie         | −1    | 20                   |
| 12   | Tim Torn Teutenberg | Allemagne         | −1    | 18                   |
| 13   | Alan Banaszek       | Pologne           | −1    | 16                   |
| 14   | Ángel Pulgar        | Venezuela         | −1    | 14                   |
| 15   | Gavin Hoover        | États-Unis        | −1    | 12                   |
| 16   | Artyom Zakharov     | Kazakhstan        | −1    | 10                   |
| 17   | Jules Hesters       | Belgique          | −1    | 8                    |
| 18   | João Matias         | Portugal          | −1    | 6                    |
| 19   | Ricardo Peña        | Mexique           | −1    | 4                    |
| 20   | Juan Esteban Arango | Colombie          | −1    | 2                    |
| 21   | Akil Campbell       | Trinité-et-Tobago | −1    | 1                    |
| 22   | Daniel Crista       | Roumanie          | −1    | 1                    |
| 23   | Sebastián Mora      | Espagne           | −1    | 1                    |
| 24   | Yacine Chalel       | Algérie           | −2    | 1                    |

| Rang | Coureur             | Pays              | Points au tour | Points au sprint | Points total | Points sur l'épreuve |
| ---- | ------------------- | ----------------- | -------------- | ---------------- | ------------ | -------------------- |
| 1    | Shunsuke Imamura    | Japon             | 40             | 1                | 41           | 40                   |
| 2    | Ethan Hayter        | Grande-Bretagne   | 20             | 9                | 29           | 38                   |
| 3    | Aaron Gate          | Nouvelle-Zélande  | 20             | 4                | 24           | 36                   |
| 4    | Niklas Larsen       | Danemark          | 20             | 3                | 23           | 34                   |
| 5    | Juan Esteban Arango | Colombie          | 20             | 3                | 23           | 32                   |
| 6    | Elia Viviani        | Italie            | 20             | 2                | 22           | 30                   |
| 7    | Tim Torn Teutenberg | Allemagne         | 20             | 2                | 22           | 28                   |
| 8    | Benjamin Thomas     | France            | 20             | 1                | 21           | 26                   |
| 9    | Simon Vitzthum      | Suisse            | 20             | 1                | 21           | 24                   |
| 10   | Gavin Hoover        | États-Unis        | 20             | 1                | 21           | 22                   |
| 11   | Ricardo Peña        | Mexique           | 20             | 0                | 20           | 20                   |
| 12   | Vincent Hoppezak    | Pays-Bas          | 20             | 0                | 20           | 18                   |
| 13   | Sebastián Mora      | Espagne           | 20             | 0                | 20           | 16                   |
| 14   | Alan Banaszek       | Pologne           | 20             | 0                | 20           | 14                   |
| 15   | Kelland O'Brien     | Australie         | 0              | 5                | 5            | 12                   |
| 16   | Dylan Bibic         | Canada            | 0              | 4                | 4            | 10                   |
| 17   | Akil Campbell       | Trinité-et-Tobago | 0              | 0                | 0            | 8                    |
| 18   | Jules Hesters       | Belgique          | 0              | 0                | 0            | 6                    |
| 19   | Artyom Zakharov     | Kazakhstan        | 0              | 0                | 0            | 4                    |
| 20   | Daniel Crista       | Roumanie          | 0              | 0                | 0            | 2                    |
| 21   | João Matias         | Portugal          | −20            | 1                | −19          | 1                    |
| 22   | Ángel Pulgar        | Venezuela         | −20            | 0                | −20          | 1                    |
| 23   | Yacine Chalel       | Algérie           | −20            | 0                | −20          | 1                    |
| 24   | Bernard Van Aert    | Indonésie         | −20            | 0                | −20          | 1                    |

| Rang | Coureur             | Pays              | Points sur l'épreuve |
| ---- | ------------------- | ----------------- | -------------------- |
| 1    | Benjamin Thomas     | France            | 40                   |
| 2    | Ethan Hayter        | Grande-Bretagne   | 38                   |
| 3    | Dylan Bibic         | Canada            | 36                   |
| 4    | Elia Viviani        | Italie            | 34                   |
| 5    | Tim Torn Teutenberg | Allemagne         | 32                   |
| 6    | Aaron Gate          | Nouvelle-Zélande  | 30                   |
| 7    | Jules Hesters       | Belgique          | 28                   |
| 8    | Simon Vitzthum      | Suisse            | 26                   |
| 9    | João Matias         | Portugal          | 24                   |
| 10   | Shunsuke Imamura    | Japon             | 22                   |
| 11   | Akil Campbell       | Trinité-et-Tobago | 20                   |
| 12   | Alan Banaszek       | Pologne           | 18                   |
| 13   | Kelland O'Brien     | Australie         | 16                   |
| 14   | Niklas Larsen       | Danemark          | 14                   |
| 15   | Artyom Zakharov     | Kazakhstan        | 12                   |
| 16   | Vincent Hoppezak    | Pays-Bas          | 10                   |
| 17   | Sebastián Mora      | Espagne           | 8                    |
| 18   | Gavin Hoover        | États-Unis        | 6                    |
| 19   | Ángel Pulgar        | Venezuela         | 4                    |
| 20   | Yacine Chalel       | Algérie           | 2                    |
| 21   | Bernard Van Aert    | Indonésie         | 1                    |
| 22   | Ricardo Peña        | Mexique           | 1                    |
| 23   | Daniel Crista       | Roumanie          | 1                    |
| 24   | Juan Esteban Arango | Colombie          | 1                    |

| Rang               | Coureur             | Pays              | Points au tour | Points au sprint | Points total |
| ------------------ | ------------------- | ----------------- | -------------- | ---------------- | ------------ |
| Médaille d'or      | Ethan Hayter        | Grande-Bretagne   | 20             | 17               | 147          |
| Médaille d'argent  | Benjamin Thomas     | France            | 20             | 11               | 127          |
| Médaille de bronze | Aaron Gate          | Nouvelle-Zélande  | 0              | 12               | 118          |
| 4                  | Niklas Larsen       | Danemark          | 40             | 5                | 115          |
| 5                  | Tim Torn Teutenberg | Allemagne         | 20             | 5                | 105          |
| 6                  | Shunsuke Imamura    | Japon             | 0              | 1                | 101          |
| 7                  | Elia Viviani        | Italie            | 0              | 4                | 100          |
| 8                  | Simon Vitzthum      | Suisse            | 0              | 8                | 82           |
| 9                  | Vincent Hoppezak    | Pays-Bas          | 20             | 8                | 82           |
| 10                 | Dylan Bibic         | Canada            | 0              | 6                | 80           |
| 11                 | Jules Hesters       | Belgique          | 20             | 8                | 76           |
| 12                 | Alan Banaszek       | Pologne           | 20             | 5                | 75           |
| 13                 | Kelland O'Brien     | Australie         | 0              | 5                | 69           |
| 14                 | Sebastián Mora      | Espagne           | 20             | 6                | 62           |
| 15                 | Gavin Hoover        | États-Unis        | 0              | 5                | 49           |
| 16                 | João Matias         | Portugal          | 0              | 10               | 39           |
| 17                 | Ricardo Peña        | Mexique           | 0              | 2                | 25           |
| 18                 | Juan Esteban Arango | Colombie          | −20            | 2                | 16           |
| 19                 | Artyom Zakharov     | Kazakhstan        | −20            | 0                | 2            |
| 20                 | Bernard Van Aert    | Indonésie         | −20            | 0                | −8           |
| 21                 | Akil Campbell       | Trinité-et-Tobago | −40            | 0                | −11          |
| 22                 | Ángel Pulgar        | Venezuela         | −40            | 0                | −27          |
| 23                 | Daniel Crista       | Roumanie          | −40            | 0                | −36          |
| 24                 | Yacine Chalel       | Algérie           | −80            | 1                | −115         |

#### Course à élimination
| Rang               | Coureur               | Pays              |
| ------------------ | --------------------- | ----------------- |
| Médaille d'or      | Elia Viviani          | Italie            |
| Médaille d'argent  | Corbin Strong         | Nouvelle-Zélande  |
| Médaille de bronze | Ethan Vernon          | Grande-Bretagne   |
| 4                  | Jules Hesters         | Belgique          |
| 5                  | Rotem Tene            | Israël            |
| 6                  | João Matias           | Portugal          |
| 7                  | Tim Torn Teutenberg   | Allemagne         |
| 8                  | Philip Heijnen        | Pays-Bas          |
| 9                  | Tobias Aagaard Hansen | Danemark          |
| 10                 | Filip Prokopyszyn     | Pologne           |
| 11                 | Thomas Boudat         | France            |
| 12                 | Gavin Hoover          | États-Unis        |
| 13                 | Jordan Parra          | Colombie          |
| 14                 | Josh Duffy            | Australie         |
| 15                 | Denis Rugovac         | Tchéquie          |
| 16                 | Yacine Chalel         | Algérie           |
| 17                 | Eiya Hashimoto        | Japon             |
| 18                 | Erik Martorell        | Espagne           |
| 19                 | Akil Campbell         | Trinité-et-Tobago |
| 20                 | Simon Vitzthum        | Suisse            |
| 21                 | José Ramón Muñiz      | Mexique           |
| 22                 | Ze Yu                 | Chine             |
| 23                 | Facundo Lezica        | Argentine         |
| 24                 | Dylan Bibic           | Canada            |

### Femmes

#### 500 mètres
Les 8 meilleures coureuses se qualifient pour la finale (Q).
| Rang | Coureuse                     | Pays            | Temps  | Écart  | Notes |
| ---- | ---------------------------- | --------------- | ------ | ------ | ----- |
| 1    | Emma Hinze                   | Allemagne       | 32.968 |        | Q     |
| 2    | Taky Marie-Divine Kouamé     | France          | 33.159 | +0.191 | Q     |
| 3    | Kristina Clonan              | Australie       | 33.178 | +0.210 | Q     |
| 4    | Hetty van de Wouw            | Pays-Bas        | 33.183 | +0.215 | Q     |
| 5    | Martha Bayona                | Colombie        | 33.235 | +0.267 | Q     |
| 6    | Kelsey Mitchell              | Canada          | 33.268 | +0.300 | Q     |
| 7    | Guo Yufang                   | Chine           | 33.295 | +0.327 | Q     |
| 8    | Kyra Lamberink               | Pays-Bas        | 33.313 | +0.345 | Q     |
| 9    | Lea Sophie Friedrich         | Allemagne       | 33.320 | +0.352 |       |
| 10   | Pauline Grabosch             | Allemagne       | 33.378 | +0.410 |       |
| 11   | Emma Finucane                | Grande-Bretagne | 33.659 | +0.691 |       |
| 12   | Lauren Bell                  | Grande-Bretagne | 33.915 | +0.947 |       |
| 13   | Marlena Karwacka             | Pologne         | 33.955 | +0.987 |       |
| 14   | Urszula Łoś                  | Pologne         | 33.957 | +0.989 |       |
| 15   | Alessa-Catriona Pröpster     | Allemagne       | 34.015 | +1.047 |       |
| 16   | Julie Michaux                | France          | 34.089 | +1.121 |       |
| 17   | Miriam Vece                  | Italie          | 34.301 | +1.333 |       |
| 18   | Veronika Jaborníková         | Tchéquie        | 34.382 | +1.414 |       |
| 19   | Sarah Orban                  | Canada          | 34.499 | +1.531 |       |
| 20   | Helena Casas                 | Espagne         | 34.554 | +1.586 |       |
| 21   | Orla Walsh                   | Irlande         | 34.765 | +1.797 |       |
| 22   | Anis Amira Rosidi            | Malaisie        | 35.349 | +2.381 |       |
| 23   | Nurul Izzah Izzati Mohd Asri | Malaisie        | 35.513 | +2.545 |       |
| 24   | Nurul Aliana Syafika Azizan  | Malaisie        | 36.936 | +3.968 |       |
| 25   | Tombrapa Gladys Grikpa       | Nigeria         | 40.219 | +7.251 |       |

| Rang               | Coureuse                 | Pays      | Temps  | Écart  |
| ------------------ | ------------------------ | --------- | ------ | ------ |
| Médaille d'or      | Taky Marie-Divine Kouamé | France    | 32.835 |        |
| Médaille d'argent  | Emma Hinze               | Allemagne | 33.051 | +0.216 |
| Médaille de bronze | Guo Yufang               | Chine     | 33.214 | +0.379 |
| 4                  | Hetty van de Wouw        | Pays-Bas  | 33.243 | +0.408 |
| 5                  | Kristina Clonan          | Australie | 33.295 | +0.460 |
| 6                  | Martha Bayona            | Colombie  | 33.347 | +0.512 |
| 7                  | Kelsey Mitchell          | Canada    | 33.359 | +0.524 |
| 8                  | Kyra Lamberink           | Pays-Bas  | 33.703 | +0.868 |

#### Keirin
Légende
- Q : qualifiée pour les quarts de finale
- R : qualifiée pour les repêchages
- QD : qualifiée pour les demi-finales
- QFA : qualifiée pour la finale A (places 1 à 6)
- QFB : qualifiée pour la finale B (places 7 à 12)

| Série | Rang | Coureuse                 | Pays             | Écart   | Notes   |
| ----- | ---- | ------------------------ | ---------------- | ------- | ------- |
| 1     | 1    | Lea Sophie Friedrich     | Allemagne        |         | Q       |
| 1     | 2    | Helena Casas             | Espagne          | +0.137  | Q       |
| 1     | 3    | Nicky Degrendele         | Belgique         | +0.155  | R       |
| 1     | 4    | Steffie van der Peet     | Pays-Bas         | +0.221  | R       |
| 1     | 5    | Marlena Karwacka         | Pologne          | +0.267  | R       |
| 2     | 1    | Shanne Braspennincx      | Pays-Bas         |         | Q       |
| 2     | 2    | Olena Starikova          | Ukraine          | +0.041  | Q       |
| 2     | 3    | Mina Sato                | Japon            | +0.047  | R       |
| 2     | 4    | Alessa-Catriona Pröpster | Allemagne        | +0.053  | R       |
| 2     | 5    | Yeung Cho Yiu            | Hong Kong        | +0.183  | R       |
| 3     | 1    | Mathilde Gros            | France           |         | Q       |
| 3     | 2    | Riyu Ohta                | Japon            | +0.052  | Q       |
| 3     | 3    | Sophie Capewell          | Grande-Bretagne  | +0.134  | R       |
| 3     | 4    | Miriam Vece              | Italie           | +0.730  | R       |
| 3     | 5    | Anis Rosidi              | Malaisie         | +0.852  | R       |
| 3     | 6    | Jackie Boyle             | Canada           | +0.884  | R       |
| 4     | 1    | Kelsey Mitchell          | Canada           |         | Q       |
| 4     | 2    | Ellesse Andrews          | Nouvelle-Zélande | +0.140  | Q       |
| 4     | 3    | Kristina Clonan          | Australie        | +0.160  | R       |
| 4     | 4    | Veronika Jaborníková     | Tchéquie         | +0.524  | R       |
| 4     | 5    | Bao Shanju               | Chine            | +1.584  | R       |
| 4     | –    | Kayla Hankins            | États-Unis       | Abandon | Abandon |
| 5     | 1    | Taky Marie-Divine Kouamé | France           |         | Q       |
| 5     | 2    | Martha Bayona            | Colombie         | +0.028  | Q       |
| 5     | 3    | Urszula Łoś              | Pologne          | +0.085  | R       |
| 5     | 4    | Daniela Gaxiola          | Mexique          | +0.200  | R       |
| 5     | 5    | Fuko Umekawa             | Japon            | +0.569  | R       |
| 5     | 6    | Lauriane Genest          | Canada           | +0.768  | R       |

| Série | Rang | Coureuse                 | Pays            | Écart   | Notes   |
| ----- | ---- | ------------------------ | --------------- | ------- | ------- |
| 1     | 1    | Daniela Gaxiola          | Mexique         |         | Q       |
| 1     | 2    | Jackie Boyle             | Canada          | +0.078  | Q       |
| 1     | 3    | Nicky Degrendele         | Belgique        | +0.131  |         |
| 1     | 4    | Veronika Jaborníková     | Tchéquie        | +0.180  |         |
| 2     | 1    | Mina Sato                | Japon           |         | Q       |
| 2     | 2    | Steffie van der Peet     | Pays-Bas        | +0.082  | Q       |
| 2     | 3    | Miriam Vece              | Italie          | +0.453  |         |
| 2     | 4    | Fuko Umekawa             | Japon           | +1.059  |         |
| 2     | –    | Kayla Hankins            | États-Unis      | Forfait | Forfait |
| 3     | 1    | Sophie Capewell          | Grande-Bretagne |         | Q       |
| 3     | 2    | Marlena Karwacka         | Pologne         | +0.079  | Q       |
| 3     | 3    | Alessa-Catriona Pröpster | Allemagne       | +0.209  |         |
| 3     | 4    | Lauriane Genest          | Canada          | +0.315  |         |
| 3     | 5    | Bao Shanju               | Chine           | +0.423  |         |
| 4     | 1    | Urszula Łoś              | Pologne         |         | Q       |
| 4     | 2    | Kristina Clonan          | Australie       | +0.183  | Q       |
| 4     | 3    | Anis Rosidi              | Malaisie        | +0.301  |         |
| 4     | 4    | Yeung Cho Yiu            | Hong Kong       | +0.426  |         |

| Série | Rang | Coureuse                 | Pays             | Écart  | Notes |
| ----- | ---- | ------------------------ | ---------------- | ------ | ----- |
| 1     | 1    | Mina Sato                | Japon            |        | QD    |
| 1     | 2    | Sophie Capewell          | Grande-Bretagne  | +0.457 | QD    |
| 1     | 3    | Lea Sophie Friedrich     | Allemagne        | +0.589 | QD    |
| 1     | 4    | Kelsey Mitchell          | Canada           | +0.600 | QD    |
| 1     | 5    | Kristina Clonan          | Australie        | +0.707 |       |
| 1     | 6    | Olena Starikova          | Ukraine          | +0.816 |       |
| 2     | 1    | Shanne Braspennincx      | Pays-Bas         |        | QD    |
| 2     | 2    | Daniela Gaxiola          | Mexique          | +0.263 | QD    |
| 2     | 3    | Taky Marie-Divine Kouamé | France           | +0.398 | QD    |
| 2     | 4    | Urszula Łoś              | Pologne          | +0.448 | QD    |
| 2     | 5    | Riyu Ohta                | Japon            | +0.914 |       |
| 2     | 6    | Marlena Karwacka         | Pologne          | +0.943 |       |
| 3     | 1    | Martha Bayona            | Colombie         |        | QD    |
| 3     | 2    | Mathilde Gros            | France           | +0.015 | QD    |
| 3     | 3    | Ellesse Andrews          | Nouvelle-Zélande | +0.027 | QD    |
| 3     | 4    | Steffie van der Peet     | Pays-Bas         | +0.050 | QD    |
| 3     | 5    | Helena Casas             | Espagne          | +0.107 |       |
| 3     | 6    | Jackie Boyle             | Canada           | +0.180 |       |

| Série | Rang | Coureuse                 | Pays             | Écart  | Notes |
| ----- | ---- | ------------------------ | ---------------- | ------ | ----- |
| 1     | 1    | Mina Sato                | Japon            |        | QFA   |
| 1     | 2    | Steffie van der Peet     | Pays-Bas         | +0.062 | QFA   |
| 1     | 3    | Ellesse Andrews          | Nouvelle-Zélande | +0.082 | QFA   |
| 1     | 4    | Daniela Gaxiola          | Mexique          | +0.147 | QFB   |
| 1     | 5    | Sophie Capewell          | Grande-Bretagne  | +0.259 | QFB   |
| 1     | 6    | Taky Marie-Divine Kouamé | France           | +1.671 | QFB   |
| 2     | 1    | Shanne Braspennincx      | Pays-Bas         |        | QFA   |
| 2     | 2    | Lea Sophie Friedrich     | Allemagne        | +0.022 | QFA   |
| 2     | 3    | Mathilde Gros            | France           | +0.065 | QFA   |
| 2     | 4    | Urszula Łoś              | Pologne          | +0.099 | QFB   |
| 2     | 5    | Martha Bayona            | Colombie         | +0.153 | QFB   |
| 2     | 6    | Kelsey Mitchell          | Canada           | +0.245 | QFB   |

| Rang               | Coureuse                 | Pays             | Écart  |
| ------------------ | ------------------------ | ---------------- | ------ |
| Finale A           |                          |                  |        |
| Médaille d'or      | Lea Sophie Friedrich     | Allemagne        |        |
| Médaille d'argent  | Mina Sato                | Japon            | +0.042 |
| Médaille de bronze | Steffie van der Peet     | Pays-Bas         | +0.091 |
| 4                  | Mathilde Gros            | France           | +0.091 |
| 5                  | Ellesse Andrews          | Nouvelle-Zélande | +0.192 |
| 6                  | Shanne Braspennincx      | Pays-Bas         | +0.237 |
| Finale B           |                          |                  |        |
| 7                  | Martha Bayona            | Colombie         |        |
| 8                  | Taky Marie-Divine Kouamé | France           | +0.015 |
| 9                  | Daniela Gaxiola          | Mexique          | +0.102 |
| 10                 | Urszula Łoś              | Pologne          | +0.137 |
| 11                 | Kelsey Mitchell          | Canada           | +0.280 |
| 12                 | Sophie Capewell          | Grande-Bretagne  | REL    |

#### Vitesse individuelle
Légende
- Q16 : qualifiée pour les seizièmes de finale
- Q8 : qualifiée pour les huitièmes de finale
- Q4 : qualifiée pour les quarts de finale
- Q2 : qualifiée pour les demi-finales
- QFA : qualifiée pour la finale A (places 1 et 2)
- QFB : qualifiée pour la finale B (places 3 et 4)

| Rang | Coureuse                 | Pays             | Temps  | Écart  | Notes |
| ---- | ------------------------ | ---------------- | ------ | ------ | ----- |
| 1    | Lea Sophie Friedrich     | Allemagne        | 10.357 |        | Q8    |
| 2    | Mathilde Gros            | France           | 10.401 | +0.044 | Q8    |
| 3    | Hetty van de Wouw        | Pays-Bas         | 10.416 | +0.059 | Q8    |
| 4    | Martha Bayona            | Colombie         | 10.483 | +0.126 | Q8    |
| 5    | Pauline Grabosch         | Allemagne        | 10.489 | +0.132 | Q16   |
| 6    | Emma Hinze               | Allemagne        | 10.491 | +0.134 | Q16   |
| 7    | Sophie Capewell          | Grande-Bretagne  | 10.492 | +0.135 | Q16   |
| 8    | Lauriane Genest          | Canada           | 10.559 | +0.202 | Q16   |
| 9    | Ellesse Andrews          | Nouvelle-Zélande | 10.574 | +0.217 | Q16   |
| 10   | Olena Starikova          | Ukraine          | 10.596 | +0.239 | Q16   |
| 11   | Taky Marie-Divine Kouamé | France           | 10.599 | +0.242 | Q16   |
| 12   | Kelsey Mitchell          | Canada           | 10.607 | +0.250 | Q16   |
| 13   | Laurine van Riessen      | Pays-Bas         | 10.636 | +0.279 | Q16   |
| 14   | Kristina Clonan          | Australie        | 10.677 | +0.320 | Q16   |
| 15   | Yuan Liying              | Chine            | 10.697 | +0.340 | Q16   |
| 16   | Riyu Ohta                | Japon            | 10.734 | +0.377 | Q16   |
| 17   | Sarah Orban              | Canada           | 10.820 | +0.463 | Q16   |
| 18   | Mina Sato                | Japon            | 10.849 | +0.492 | Q16   |
| 19   | Daniela Gaxiola          | Mexique          | 10.854 | +0.497 | Q16   |
| 20   | Fuko Umekawa             | Japon            | 10.912 | +0.555 | Q16   |
| 21   | Nikola Sibiak            | Pologne          | 10.926 | +0.569 | Q16   |
| 22   | Veronika Jaborníková     | Tchéquie         | 10.940 | +0.583 | Q16   |
| 23   | Nicky Degrendele         | Belgique         | 10.975 | +0.618 | Q16   |
| 24   | Miriam Vece              | Italie           | 11.010 | +0.653 | Q16   |
| 25   | Yuli Verdugo             | Mexique          | 11.065 | +0.708 | Q16   |
| 26   | Orla Walsh               | Irlande          | 11.079 | +0.722 | Q16   |
| 27   | Paulina Petri            | Pologne          | 11.089 | +0.732 | Q16   |
| 28   | Anis Amira Rosidi        | Malaisie         | 11.149 | +0.792 | Q16   |
| 29   | Helena Casas             | Espagne          | 11.153 | +0.796 |       |
| 30   | Nicole Hacohen           | Guatemala        | 11.226 | +0.869 |       |
| 31   | Yeung Cho Yiu            | Hong Kong        | 11.345 | +0.988 |       |
| 32   | Kayla Hankins            | États-Unis       | 11.385 | +1.028 |       |
| 33   | McKenna McKee            | États-Unis       | 11.564 | +1.207 |       |
| 34   | Tombrapa Grikpa          | Nigeria          | 12.969 | +2.612 |       |

| Série | Rang | Coureuse                 | Pays             | Temps  | Notes |
| ----- | ---- | ------------------------ | ---------------- | ------ | ----- |
| 1     | 1    | Pauline Grabosch         | Allemagne        |        | Q8    |
| 1     | 2    | Anis Amira Rosidi        | Malaisie         | +0.366 |       |
| 2     | 1    | Emma Hinze               | Allemagne        |        | Q8    |
| 2     | 2    | Paulina Petri            | Pologne          | +0.145 |       |
| 3     | 1    | Sophie Capewell          | Grande-Bretagne  |        | Q8    |
| 3     | 2    | Orla Walsh               | Irlande          | +0.126 |       |
| 4     | 1    | Lauriane Genest          | Canada           |        | Q8    |
| 4     | 2    | Yuli Verdugo             | Mexique          | +0.191 |       |
| 5     | 1    | Ellesse Andrews          | Nouvelle-Zélande |        | Q8    |
| 5     | 2    | Miriam Vece              | Italie           | +0.301 |       |
| 6     | 1    | Olena Starikova          | Ukraine          |        | Q8    |
| 6     | 2    | Nicky Degrendele         | Belgique         | +0.245 |       |
| 7     | 1    | Taky Marie-Divine Kouamé | France           |        | Q8    |
| 7     | 2    | Veronika Jaborníková     | Tchéquie         | +0.827 |       |
| 8     | 1    | Kelsey Mitchell          | Canada           |        | Q8    |
| 8     | 2    | Nikola Sibiak            | Pologne          | +0.421 |       |
| 9     | 1    | Laurine van Riessen      | Pays-Bas         |        | Q8    |
| 9     | 2    | Fuko Umekawa             | Japon            | +0.075 |       |
| 10    | 1    | Kristina Clonan          | Australie        |        | Q8    |
| 10    | 2    | Daniela Gaxiola          | Mexique          | +0.141 |       |
| 11    | 1    | Mina Sato                | Japon            |        | Q8    |
| 11    | 2    | Yuan Liying              | Chine            | +0.137 |       |
| 12    | 1    | Riyu Ohta                | Japon            |        | Q8    |
| 12    | 2    | Sarah Orban              | Canada           | +0.036 |       |

| Série | Rang | Coureuse                 | Pays             | Temps  | Notes |
| ----- | ---- | ------------------------ | ---------------- | ------ | ----- |
| 1     | 1    | Lea Sophie Friedrich     | Allemagne        |        | Q4    |
| 1     | 2    | Riyu Ohta                | Japon            | +0.545 |       |
| 2     | 1    | Mathilde Gros            | France           |        | Q4    |
| 2     | 2    | Mina Sato                | Japon            | +0.064 |       |
| 3     | 1    | Hetty van de Wouw        | Pays-Bas         |        | Q4    |
| 3     | 2    | Kristina Clonan          | Australie        | +0.062 |       |
| 4     | 1    | Laurine van Riessen      | Pays-Bas         |        | Q4    |
| 4     | 2    | Martha Bayona            | Colombie         | +0.121 |       |
| 5     | 1    | Pauline Grabosch         | Allemagne        |        | Q4    |
| 5     | 2    | Kelsey Mitchell          | Canada           | +0.096 |       |
| 6     | 1    | Emma Hinze               | Allemagne        |        | Q4    |
| 6     | 2    | Taky Marie-Divine Kouamé | France           | +0.321 |       |
| 7     | 1    | Sophie Capewell          | Grande-Bretagne  |        | Q4    |
| 7     | 2    | Olena Starikova          | Ukraine          | +0.043 |       |
| 8     | 1    | Ellesse Andrews          | Nouvelle-Zélande |        | Q4    |
| 8     | 2    | Lauriane Genest          | Canada           | +0.084 |       |

| Série | Rang | Coureuse             | Pays             | Manche 1 | Manche 2 | Manche 3 | Notes |
| ----- | ---- | -------------------- | ---------------- | -------- | -------- | -------- | ----- |
| 1     | 1    | Lea Sophie Friedrich | Allemagne        | X        | X        |          | Q2    |
| 1     | 2    | Ellesse Andrews      | Nouvelle-Zélande | +0.197   | +0.086   |          |       |
| 2     | 1    | Mathilde Gros        | France           | X        | X        |          | Q2    |
| 2     | 2    | Sophie Capewell      | Grande-Bretagne  | +0.150   | +0.216   |          |       |
| 3     | 1    | Emma Hinze           | Allemagne        | X        | X        |          | Q2    |
| 3     | 2    | Hetty van de Wouw    | Pays-Bas         | +0.076   | +0.009   |          |       |
| 4     | 1    | Laurine van Riessen  | Pays-Bas         | X        | X        |          | Q2    |
| 4     | 2    | Pauline Grabosch     | Allemagne        | +0.074   | +0.036   |          |       |

| Série | Rang | Coureuse             | Pays      | Manche 1 | Manche 2 | Manche 3 | Notes |
| ----- | ---- | -------------------- | --------- | -------- | -------- | -------- | ----- |
| 1     | 1    | Lea Sophie Friedrich | Allemagne | X        | X        |          | QFA   |
| 1     | 2    | Laurine van Riessen  | Pays-Bas  | +0.000   | +0.087   |          | QFB   |
| 2     | 1    | Mathilde Gros        | France    | +0.026   | X        | X        | QFA   |
| 2     | 2    | Emma Hinze           | Allemagne | X        | +0.072   | +0.247   | QFB   |

| Rang                             | Coureuse             | Pays      | Manche 1 | Manche 2 | Manche 3 |
| -------------------------------- | -------------------- | --------- | -------- | -------- | -------- |
| Match pour la médaille d'or      |                      |           |          |          |          |
| Médaille d'or                    | Mathilde Gros        | France    | X        | X        |          |
| Médaille d'argent                | Lea Sophie Friedrich | Allemagne | +0.030   | +0.059   |          |
| Match pour la médaille de bronze |                      |           |          |          |          |
| Médaille de bronze               | Emma Hinze           | Allemagne | X        | X        |          |
| 4                                | Laurine van Riessen  | Pays-Bas  | +0.030   | +0.058   |          |

#### Vitesse par équipes
Légende
- Q : qualifiées pour le premier tour
- QA : qualifiées pour la finale A
- QB : qualifiées pour la finale B

Lors du tour de qualification, les 8 meilleures équipes se qualifient pour le 1er tour (Q). Au cours de celui-ci, les séries sont organisées selon les temps des qualifications : 4e contre 5e, 3e contre 6e, 2e contre 7e et 1er contre 8e. Les vainqueurs de chaque série sont classés en fonction de leur temps : les deux meilleures équipes se qualifient pour la finale (QA) et les deux autres pour le match pour la médaille de bronze (QB).
| Rang | Équipe                                                                                   | Temps  | Écart   | Notes |
| ---- | ---------------------------------------------------------------------------------------- | ------ | ------- | ----- |
| 1    | Allemagne- Pauline Grabosch - Emma Hinze - Lea Sophie Friedrich                          | 46.573 |         | Q     |
| 2    | Pays-Bas- Kyra Lamberink - Shanne Braspennincx - Steffie van der Peet                    | 46.643 | +0.070  | Q     |
| 3    | Grande-Bretagne- Lauren Bell - Sophie Capewell - Emma Finucane                           | 46.986 | +0.413  | Q     |
| 4    | Chine- Guo Yufang - Bao Shanju - Yuan Liying                                             | 47.175 | +0.602  | Q     |
| 5    | France- Taky Marie-Divine Kouamé - Julie Michaux - Mathilde Gros                         | 47.624 | +1.051  | Q     |
| 6    | Pologne- Marlena Karwacka - Urszula Łoś - Nikola Sibiak                                  | 47.746 | +1.173  | Q     |
| 7    | Japon- Fuko Umekawa - Riyu Ohta - Mina Sato                                              | 48.709 | +2.136  | Q     |
| 8    | Canada- Sarah Orban - Kelsey Mitchell - Jackie Boyle                                     | 48.730 | +2.157  | Q     |
| 9    | États-Unis- Keely Kortman - Kayla Hankins - McKenna McKee                                | 49.873 | +3.330  |       |
| 10   | Malaisie- Nurul Aliana Syafika Azizan - Nurul Izzah Izzati Mohd Asri - Anis Amira Rosidi | 51.064 | +4.491  |       |
| 11   | Nigeria- Tawakalt Yekeen - Mary Samuel - Tombrapa Grikpa                                 | 56.921 | +10.348 |       |

| Série | Rang | Équipe                                                                | Temps  | Écart  | Notes  |
| ----- | ---- | --------------------------------------------------------------------- | ------ | ------ | ------ |
| 1     | 1    | Chine- Bao Shanju - Guo Yufang - Yuan Liying                          | 46.458 |        | QA     |
| 1     | 2    | France- Mathilde Gros - Taky Marie-Divine Kouamé - Julie Michaux      | 47.118 | +0.660 |        |
| 2     | 1    | Grande-Bretagne- Lauren Bell - Sophie Capewell - Emma Finucane        | 46.699 |        | QB     |
| 2     | 2    | Pologne- Marlena Karwacka - Urszula Łoś - Nikola Sibiak               | 47.347 | +0.648 |        |
| 3     | 1    | Pays-Bas- Shanne Braspennincx - Kyra Lamberink - Steffie van der Peet | 46.529 |        | QB     |
| 3     | 2    | Japon- Riyu Ohta - Mina Sato - Fuko Umekawa                           | 48.074 | +1.545 |        |
| 4     | 1    | Allemagne- Lea Sophie Friedrich - Pauline Grabosch - Emma Hinze       | 45.983 |        | QA, RM |
| 4     | 2    | Canada- Jackie Boyle - Lauriane Genest - Sarah Orban                  | 48.173 | +2.190 |        |

| Rang                             | Équipe                                                                | Temps  | Écart  | Notes |
| -------------------------------- | --------------------------------------------------------------------- | ------ | ------ | ----- |
| Match pour la médaille d'or      |                                                                       |        |        |       |
| Médaille d'or                    | Allemagne- Pauline Grabosch - Emma Hinze - Lea Sophie Friedrich       | 45.967 |        | RM    |
| Médaille d'argent                | Chine- Bao Shanju - Guo Yufang - Yuan Liying                          | 46.631 | +0.664 |       |
| Match pour la médaille de bronze |                                                                       |        |        |       |
| Médaille de bronze               | Grande-Bretagne- Lauren Bell - Sophie Capewell - Emma Finucane        | 46.596 |        |       |
| 4                                | Pays-Bas- Kyra Lamberink - Shanne Braspennincx - Steffie van der Peet | 46.604 | +0.008 |       |

#### Poursuite individuelle
Légende
- QA : qualifiée pour la finale A
- QB : qualifiée pour la finale B

| Rang | Coureuse            | Pays             | Temps    | Écart   | Notes |
| ---- | ------------------- | ---------------- | -------- | ------- | ----- |
| 1    | Franziska Brauße    | Allemagne        | 3:18.794 |         | QA    |
| 2    | Bryony Botha        | Nouvelle-Zélande | 3:19.378 | +0.584  | QA    |
| 3    | Mieke Kröger        | Allemagne        | 3:19.947 | +1.153  | QB    |
| 4    | Josie Knight        | Grande-Bretagne  | 3:20.792 | +1.998  | QB    |
| 5    | Anna Morris         | Grande-Bretagne  | 3:22.094 | +3.300  |       |
| 6    | Maeve Plouffe       | Australie        | 3:25.304 | +6.510  |       |
| 7    | Kelly Murphy        | Irlande          | 3:25.424 | +6.630  |       |
| 8    | Letizia Paternoster | Italie           | 3:25.660 | +6.866  |       |
| 9    | Daniek Hengeveld    | Pays-Bas         | 3:27.802 | +9.008  |       |
| 10   | Vittoria Guazzini   | Italie           | 3:27.852 | +9.058  |       |
| 11   | Marion Borras       | France           | 3:28.212 | +9.418  |       |
| 12   | Sarah Van Dam       | Canada           | 3:30.373 | +11.579 |       |
| 13   | Fabienne Buri       | Suisse           | 3:33.242 | +14.448 |       |
| 14   | Wang Susu           | Chine            | 3:33.563 | +14.769 |       |
| 15   | Lana Eberle         | Allemagne        | 3:33.649 | +14.855 |       |
| 16   | Marith Vanhove      | Belgique         | 3:35.431 | +16.637 |       |
| 17   | Huang Zhilin        | Chine            | 3:35.981 | +17.187 |       |
| 18   | Shayna Powless      | États-Unis       | 3:38.708 | +19.914 |       |
| 19   | Ruby West           | Canada           | 3:40.286 | +21.492 |       |
| 20   | Ziortza Isasi       | Espagne          | 3:42.632 | +23.838 |       |
| 21   | Yanina Kuskova      | Ouzbékistan      | 3:42.692 | +23.898 |       |

| Rang                              | Coureuse         | Pays             | Temps    | Écart  |
| --------------------------------- | ---------------- | ---------------- | -------- | ------ |
| Course pour la médaille d'or      |                  |                  |          |        |
| Médaille d'or                     | Franziska Brauße | Allemagne        | 3:19.427 |        |
| Médaille d'argent                 | Bryony Botha     | Nouvelle-Zélande | 3:19.869 | +0.442 |
| Course pour la médaille de bronze |                  |                  |          |        |
| Médaille de bronze                | Josie Knight     | Grande-Bretagne  | 3:21.459 |        |
| 4                                 | Mieke Kröger     | Allemagne        | 3:22.002 | +0.543 |

#### Poursuite par équipes
Légende
- Q : qualifiées pour le premier tour
- QA : qualifiées pour la finale A
- QB : qualifiées pour la finale B

Lors du tour de qualification, les 8 meilleures équipes se qualifient pour le 1er tour (Q).
Au premier tour, les équipes courent selon le rang occupé à l'issue des qualifications : 6 contre 7, 5 contre 8, 2 contre 3, 1 contre 4. Les vainqueurs des deux dernières séries (3 et 4) se qualifient pour la finale pour la médaille d'or (QA), tandis que les deux meilleurs temps parmi les six autres équipes se qualifient pour la finale pour la médaille de bronze (QB).
| Rang | Équipe                                                                                   | Temps    | Écart   | Notes |
| ---- | ---------------------------------------------------------------------------------------- | -------- | ------- | ----- |
| 1    | Italie- Elisa Balsamo - Chiara Consonni - Martina Fidanza - Vittoria Guazzini            | 4:11.011 |         | Q     |
| 2    | Grande-Bretagne- Neah Evans - Katie Archibald - Megan Barker - Josie Knight              | 4:13.177 | +2.166  | Q     |
| 3    | France- Marion Borras - Clara Copponi - Valentine Fortin - Victoire Berteau              | 4:13.425 | +2.414  | Q     |
| 4    | Australie- Chloe Moran - Georgia Baker - Alexandra Manly - Maeve Plouffe                 | 4:15.173 | +4.162  | Q     |
| 5    | Allemagne- Lena Charlotte Reißner - Lea Lin Teutenberg - Franziska Brauße - Mieke Kröger | 4:16.898 | +5.887  | Q     |
| 6    | Pays-Bas- Daniek Hengeveld - Maike van der Duin - Mylène de Zoete - Marit Raaijmakers    | 4:17.770 | +6.759  | Q     |
| 7    | Canada- Maggie Coles-Lyster - Sarah Van Dam - Erin Attwell - Ruby West                   | 4:18.877 | +7.866  | Q     |
| 8    | États-Unis- Jennifer Valente - Lily Williams - Colleen Gulick - Megan Jastrab            | 4:19.119 | +8.108  | Q     |
| 9    | Irlande- Emily Kay - Alice Sharpe - Lara Gillespie - Kelly Murphy                        | 4:19.934 | +8.923  |       |
| 10   | Chine- Huang Zhilin - Wang Susu - Wang Xiaoyue - Zhang Hongjie                           | 4:22.027 | +11.016 |       |
| 11   | Pologne- Karolina Karasiewicz - Daria Pikulik - Karolina Kumięga - Wiktoria Pikulik      | 4:23.952 | +12.941 |       |
| 12   | Espagne- Tania Calvo - Eukene Larrarte - Isabella Escalera - Ziortza Isasi               | 4:35.662 | +24.651 |       |
| 13   | Mexique- Victoria Velasco - Yareli Acevedo - Jessica Bonilla - María Gaxiola             | 4:36.934 | +25.923 |       |
| 14   | Hong Kong- Lee Sze Wing - Leung Bo Yee - Leung Wing Yee - Pang Yao                       | 4:40.911 | +29.900 |       |
| 15   | Ouzbékistan- Sofiya Karimova - Nafosat Kozieva - Yanina Kuskova - Margarita Misyurina    | 4:42.432 | +31.421 |       |
| 16   | Nigeria- Tawakalt Yekeen - Treasure Coxson - Tombrapa Grikpa - Mary Samuel               | 5:24.549 | +73.538 |       |

| Série | Rang | Équipe                                                                                | Temps    | Écart  | Notes |
| ----- | ---- | ------------------------------------------------------------------------------------- | -------- | ------ | ----- |
| 1     | 1    | Pays-Bas- Daniek Hengeveld - Maike van der Duin - Mylène de Zoete - Marit Raaijmakers | 4:14.869 |        |       |
| 1     | 2    | Canada- Maggie Coles-Lyster - Sarah Van Dam - Erin Attwell - Ruby West                | 4:15.835 | +0.966 |       |
| 2     | 1    | Allemagne- Lena Charlotte Reißner - Franziska Brauße - Lana Eberle - Mieke Kröger     | 4:15.017 |        |       |
| 2     | 2    | États-Unis- Lily Williams - Colleen Gulick - Megan Jastrab - Shayna Powless           | 4:21.460 | +6.359 |       |
| 3     | 1    | Grande-Bretagne- Neah Evans - Katie Archibald - Josie Knight - Anna Morris            | 4:10.109 |        | QA    |
| 3     | 2    | France- Marion Borras - Clara Copponi - Valentine Fortin - Victoire Berteau           | 4:11.329 | +1.220 | QB    |
| 4     | 1    | Italie- Elisa Balsamo - Martina Alzini - Chiara Consonni - Vittoria Guazzini          | 4:11.562 |        | QA    |
| 4     | 2    | Australie- Chloe Moran - Georgia Baker - Alexandra Manly - Maeve Plouffe              | 4:13.929 | +2.367 | QB    |

| Rang                             | Équipe                                                                        | Temps    | Écart  | Notes |
| -------------------------------- | ----------------------------------------------------------------------------- | -------- | ------ | ----- |
| Match pour la médaille d'or      |                                                                               |          |        |       |
| Médaille d'or                    | Italie- Elisa Balsamo - Chiara Consonni - Martina Fidanza - Vittoria Guazzini | 4:09.760 |        |       |
| Médaille d'argent                | Grande-Bretagne- Neah Evans - Katie Archibald - Anna Morris - Josie Knight    | 4:11.369 | +1.609 |       |
| Match pour la médaille de bronze |                                                                               |          |        |       |
| Médaille de bronze               | France- Marion Borras - Clara Copponi - Valentine Fortin - Victoire Berteau   | 4:10.774 |        |       |
| 4                                | Australie- Chloe Moran - Georgia Baker - Alexandra Manly - Maeve Plouffe      | 4:13.866 | +3.092 |       |

#### Course aux points
| Rang               | Coureuse                 | Pays             | Points au tour | Points au sprint | Total   |
| ------------------ | ------------------------ | ---------------- | -------------- | ---------------- | ------- |
| Médaille d'or      | Neah Evans               | Grande-Bretagne  | 40             | 20               | 60      |
| Médaille d'argent  | Julie Leth               | Danemark         | 40             | 13               | 53      |
| Médaille de bronze | Jennifer Valente         | États-Unis       | 40             | 11               | 51      |
| 4                  | Lotte Kopecky            | Belgique         | 40             | 10               | 50      |
| 5                  | Daniek Hengeveld         | Pays-Bas         | 40             | 6                | 46      |
| 6                  | Silvia Zanardi           | Italie           | 20             | 14               | 34      |
| 7                  | Anita Stenberg           | Norvège          | 20             | 7                | 27      |
| 8                  | Victoire Berteau         | France           | 20             | 5                | 25      |
| 9                  | Bryony Botha             | Nouvelle-Zélande | 20             | 5                | 25      |
| 10                 | Yareli Acevedo           | Mexique          | 20             | 3                | 23      |
| 11                 | Karolina Karasiewicz     | Pologne          | 0              | 12               | 12      |
| 12                 | Maggie Coles-Lyster      | Canada           | 0              | 8                | 8       |
| 13                 | Tsuyaka Uchino           | Japon            | 0              | 4                | 4       |
| 14                 | Verena Eberhardt         | Autriche         | 0              | 3                | 3       |
| 15                 | Amber Joseph             | Barbade          | 0              | 0                | 0       |
| 16                 | Kateřina Kohoutková      | Tchéquie         | 0              | 0                | 0       |
| 17                 | Léna Mettraux            | Suisse           | 0              | 0                | 0       |
| 18                 | Ziortza Isasi            | Espagne          | 0              | 0                | 0       |
| 19                 | Daniela Campos           | Portugal         | 0              | 0                | 0       |
| 20                 | Chloe Moran              | Australie        | 0              | 0                | 0       |
| 21                 | Yanina Kuskova           | Ouzbékistan      | 0              | 0                | 0       |
| –                  | Rinata Sultanova         | Kazakhstan       | Abandon        | Abandon          | Abandon |
| –                  | Fanny Cauchois           | Laos             | Abandon        | Abandon          | Abandon |
| –                  | Treasure Melubari Coxson | Nigeria          | Abandon        | Abandon          | Abandon |

#### Américaine
| Rang               | Équipe                                                 | Points au tour | Points au sprint | Points total |
| ------------------ | ------------------------------------------------------ | -------------- | ---------------- | ------------ |
| Médaille d'or      | Belgique- Shari Bossuyt - Lotte Kopecky                | 20             | 12               | 32           |
| Médaille d'argent  | France- Clara Copponi - Valentine Fortin               | 0              | 31               | 31           |
| Médaille de bronze | Danemark- Amalie Dideriksen - Julie Leth               | 0              | 23               | 23           |
| 4                  | Australie- Georgia Baker - Alexandra Manly             | 0              | 19               | 19           |
| 5                  | Grande-Bretagne- Neah Evans - Laura Kenny              | 0              | 17               | 17           |
| 6                  | Pays-Bas- Maike van der Duin - Marit Raaijmakers       | 0              | 15               | 15           |
| 7                  | Italie- Rachele Barbieri - Chiara Consonni             | 0              | 11               | 11           |
| 8                  | Nouvelle-Zélande- Michaela Drummond - Ally Wollaston   | 0              | 7                | 7            |
| 9                  | États-Unis- Lily Williams - Megan Jastrab              | 0              | 2                | 2            |
| 10                 | Suisse- Léna Mettraux - Aline Seitz                    | 0              | 1                | 1            |
| 11                 | Allemagne- Lena Charlotte Reißner - Lea Lin Teutenberg | -20            | 5                | -15          |
| 12                 | Canada- Maggie Coles-Lyster - Sarah Van Dam            | -20            | 0                | -20          |
| 13                 | Irlande- Mia Griffin - Alice Sharpe                    | -40            | 0                | -40          |
| -                  | Pologne- Wiktoria Pikulik - Olga Wankiewicz            | Abandon        | Abandon          | Abandon      |
| -                  | Espagne- Tania Calvo - Laura Rodríguez                 | Abandon        | Abandon          | Abandon      |
| -                  | Japon- Yumi Kajihara - Tsuyaka Uchino                  | Abandon        | Abandon          | Abandon      |
| -                  | Hong Kong- Lee Sze Wing - Leung Bo Yee                 | Abandon        | Abandon          | Abandon      |
| -                  | Ouzbékistan- Sofiya Karimova - Nafosat Kozieva         | Abandon        | Abandon          | Abandon      |

#### Scratch
| Rang               | Coureuse            | Pays             | Tours |
| ------------------ | ------------------- | ---------------- | ----- |
| Médaille d'or      | Martina Fidanza     | Italie           |       |
| Médaille d'argent  | Maike van der Duin  | Pays-Bas         |       |
| Médaille de bronze | Jessica Roberts     | Grande-Bretagne  |       |
| 4                  | Lily Williams       | États-Unis       |       |
| 5                  | Michaela Drummond   | Nouvelle-Zélande |       |
| 6                  | Chloe Moran         | Australie        |       |
| 7                  | Lea Lin Teutenberg  | Allemagne        |       |
| 8                  | Aline Seitz         | Suisse           |       |
| 9                  | Maggie Coles-Lyster | Canada           |       |
| 10                 | Petra Ševčíková     | Tchéquie         |       |
| 11                 | Yumi Kajihara       | Japon            |       |
| 12                 | Maria Martins       | Portugal         |       |
| 13                 | Katrijn De Clercq   | Belgique         |       |
| 14                 | Jade Labastugue     | France           |       |
| 15                 | Alžbeta Bačíková    | Slovaquie        |       |
| 16                 | Ebtissam Zayed      | Égypte           |       |
| 17                 | Lara Gillespie      | Irlande          |       |
| 18                 | Anita Stenberg      | Norvège          |       |
| 19                 | Argiro Milaki       | Grèce            |       |
| 20                 | Nikola Wielowska    | Pologne          |       |
| 21                 | Eukene Larrarte     | Espagne          |       |
| 22                 | Amber Joseph        | Barbade          |       |
| 23                 | Olivija Baleišytė   | Lituanie         |       |
| 24                 | Rinata Sultanova    | Kazakhstan       |       |

#### Omnium
| Rang | Coureuse             | Pays             | Tours | Points sur l'épreuve |
| ---- | -------------------- | ---------------- | ----- | -------------------- |
| 1    | Jennifer Valente     | États-Unis       |       | 40                   |
| 2    | Clara Copponi        | France           |       | 38                   |
| 3    | Maggie Coles-Lyster  | Canada           |       | 36                   |
| 4    | Michaela Drummond    | Nouvelle-Zélande |       | 34                   |
| 5    | Maike van der Duin   | Pays-Bas         |       | 32                   |
| 6    | Anita Stenberg       | Norvège          |       | 30                   |
| 7    | Yumi Kajihara        | Japon            |       | 28                   |
| 8    | Maria Martins        | Portugal         |       | 26                   |
| 9    | Amber Joseph         | Barbade          |       | 24                   |
| 10   | Petra Ševčíková      | Tchéquie         |       | 22                   |
| 11   | Olivija Baleišytė    | Lituanie         |       | 20                   |
| 12   | Elisa Balsamo        | Italie           |       | 18                   |
| 13   | Lea Lin Teutenberg   | Allemagne        |       | 16                   |
| 14   | Eukene Larrarte      | Espagne          |       | 14                   |
| 15   | Alžbeta Bačíková     | Slovaquie        |       | 12                   |
| 16   | Aline Seitz          | Suisse           |       | 10                   |
| 17   | Emily Kay            | Irlande          |       | 8                    |
| 18   | Ebtissam Zayed       | Égypte           |       | 6                    |
| 19   | Lotte Kopecky        | Belgique         |       | 4                    |
| 20   | Amalie Dideriksen    | Danemark         |       | 2                    |
| 21   | Sophie Lewis         | Grande-Bretagne  |       | 1                    |
| 22   | Karolina Karasiewicz | Pologne          |       | 1                    |
| 23   | Victoria Velasco     | Mexique          |       | 1                    |
| 24   | Verena Eberhardt     | Autriche         |       | 1                    |

| Rang | Coureuse             | Pays             | Points au tour | Points au sprint | Points total | Points sur l'épreuve |
| ---- | -------------------- | ---------------- | -------------- | ---------------- | ------------ | -------------------- |
| 1    | Maike van der Duin   | Pays-Bas         | 20             | 3                | 23           | 40                   |
| 2    | Anita Stenberg       | Norvège          | 20             | 2                | 22           | 38                   |
| 3    | Maria Martins        | Portugal         | 20             | 2                | 22           | 36                   |
| 4    | Emily Kay            | Irlande          | 20             | 2                | 22           | 34                   |
| 5    | Amalie Dideriksen    | Danemark         | 20             | 2                | 22           | 32                   |
| 6    | Jennifer Valente     | États-Unis       | 0              | 9                | 9            | 30                   |
| 7    | Michaela Drummond    | Nouvelle-Zélande | 0              | 4                | 4            | 28                   |
| 8    | Maggie Coles-Lyster  | Canada           | 0              | 1                | 1            | 26                   |
| 9    | Clara Copponi        | France           | 0              | 1                | 1            | 24                   |
| 10   | Lotte Kopecky        | Belgique         | 0              | 0                | 0            | 22                   |
| 11   | Elisa Balsamo        | Italie           | 0              | 0                | 0            | 20                   |
| 12   | Sophie Lewis         | Grande-Bretagne  | 0              | 0                | 0            | 18                   |
| 13   | Verena Eberhardt     | Autriche         | 0              | 0                | 0            | 16                   |
| 14   | Lea Lin Teutenberg   | Allemagne        | 0              | 0                | 0            | 14                   |
| 15   | Alžbeta Bačíková     | Slovaquie        | 0              | 0                | 0            | 12                   |
| 16   | Ebtissam Zayed       | Égypte           | 0              | 0                | 0            | 10                   |
| 17   | Eukene Larrarte      | Espagne          | 0              | 0                | 0            | 8                    |
| 18   | Petra Ševčíková      | Tchéquie         | 0              | 0                | 0            | 6                    |
| 19   | Aline Seitz          | Suisse           | 0              | 0                | 0            | 4                    |
| 20   | Yumi Kajihara        | Japon            | 0              | 0                | 0            | 2                    |
| 21   | Karolina Karasiewicz | Pologne          | 0              | 0                | 0            | 1                    |
| 22   | Amber Joseph         | Barbade          | 0              | 0                | 0            | 1                    |
| 23   | Victoria Velasco     | Mexique          | 0              | 0                | 0            | 1                    |
| 24   | Olivija Baleišytė    | Lituanie         | -40            | 0                | -40          | 1                    |

| Rang | Coureuse             | Pays             | Points sur l'épreuve |
| ---- | -------------------- | ---------------- | -------------------- |
| 1    | Jennifer Valente     | États-Unis       | 40                   |
| 2    | Elisa Balsamo        | Italie           | 38                   |
| 3    | Lotte Kopecky        | Belgique         | 36                   |
| 4    | Maria Martins        | Portugal         | 34                   |
| 5    | Maggie Coles-Lyster  | Canada           | 32                   |
| 6    | Maike van der Duin   | Pays-Bas         | 30                   |
| 7    | Anita Stenberg       | Norvège          | 28                   |
| 8    | Lea Lin Teutenberg   | Allemagne        | 26                   |
| 9    | Amalie Dideriksen    | Danemark         | 24                   |
| 10   | Emily Kay            | Irlande          | 22                   |
| 11   | Clara Copponi        | France           | 20                   |
| 12   | Michaela Drummond    | Nouvelle-Zélande | 18                   |
| 13   | Petra Ševčíková      | Tchéquie         | 16                   |
| 14   | Aline Seitz          | Suisse           | 14                   |
| 15   | Eukene Larrarte      | Espagne          | 12                   |
| 16   | Verena Eberhardt     | Autriche         | 10                   |
| 17   | Ebtissam Zayed       | Égypte           | 8                    |
| 18   | Sophie Lewis         | Grande-Bretagne  | 6                    |
| 19   | Yumi Kajihara        | Japon            | 4                    |
| 20   | Karolina Karasiewicz | Pologne          | 2                    |
| 21   | Alžbeta Bačíková     | Slovaquie        | 1                    |
| 22   | Victoria Velasco     | Mexique          | 1                    |
| 23   | Amber Joseph         | Barbade          | 1                    |
| 24   | Olivija Baleišytė    | Lituanie         | 1                    |

| Rang               | Coureuse             | Pays             | Points au tour | Points au sprint | Points total |
| ------------------ | -------------------- | ---------------- | -------------- | ---------------- | ------------ |
| Médaille d'or      | Jennifer Valente     | États-Unis       | 0              | 8                | 118          |
| Médaille d'argent  | Maike van der Duin   | Pays-Bas         | 0              | 7                | 109          |
| Médaille de bronze | Maria Martins        | Portugal         | 0              | 3                | 99           |
| 4                  | Maggie Coles-Lyster  | Canada           | 0              | 3                | 97           |
| 5                  | Anita Stenberg       | Norvège          | 0              | 0                | 96           |
| 6                  | Lotte Kopecky        | Belgique         | 20             | 11               | 93           |
| 7                  | Michaela Drummond    | Nouvelle-Zélande | 0              | 9                | 89           |
| 8                  | Clara Copponi        | France           | 0              | 5                | 87           |
| 9                  | Amalie Dideriksen    | Danemark         | 20             | 5                | 83           |
| 10                 | Elisa Balsamo        | Italie           | 0              | 4                | 80           |
| 11                 | Lea Lin Teutenberg   | Allemagne        | 20             | 4                | 80           |
| 12                 | Emily Kay            | Irlande          | 0              | 0                | 64           |
| 13                 | Yumi Kajihara        | Japon            | 20             | 10               | 64           |
| 14                 | Aline Seitz          | Suisse           | 20             | 3                | 51           |
| 15                 | Petra Ševčíková      | Tchéquie         | 0              | 0                | 44           |
| 16                 | Sophie Lewis         | Grande-Bretagne  | 0              | 3                | 38           |
| 17                 | Eukene Larrarte      | Espagne          | 0              | 0                | 34           |
| 18                 | Verena Eberhardt     | Autriche         | 0              | 3                | 30           |
| 19                 | Alžbeta Bačíková     | Slovaquie        | 0              | 0                | 25           |
| 20                 | Ebtissam Zayed       | Égypte           | 0              | 0                | 24           |
| 21                 | Karolina Karasiewicz | Pologne          | 0              | 10               | 14           |
| 22                 | Victoria Velasco     | Mexique          | 0              | 1                | 4            |
| 23                 | Amber Joseph         | Barbade          | -40            | 0                | -14          |
| -                  | Olivija Baleišytė    | Lituanie         | Abandon        | Abandon          | Abandon      |

#### Course à élimination
| Rang               | Coureuse            | Pays             |
| ------------------ | ------------------- | ---------------- |
| Médaille d'or      | Lotte Kopecky       | Belgique         |
| Médaille d'argent  | Rachele Barbieri    | Italie           |
| Médaille de bronze | Jennifer Valente    | États-Unis       |
| 4                  | Lea Lin Teutenberg  | Allemagne        |
| 5                  | Mylène de Zoete     | Pays-Bas         |
| 6                  | Sophie Lewis        | Grande-Bretagne  |
| 7                  | Tania Calvo         | Espagne          |
| 8                  | Sarah Van Dam       | Canada           |
| 9                  | Ruby Roseman-Gannon | Australie        |
| 10                 | Ally Wollaston      | Nouvelle-Zélande |
| 11                 | Alice Sharpe        | Irlande          |
| 12                 | Olivija Baleišytė   | Lituanie         |
| 13                 | Kateřina Kohoutková | Tchéquie         |
| 14                 | Alžbeta Bačíková    | Slovaquie        |
| 15                 | Ebtissam Zayed      | Égypte           |
| 16                 | Argiro Milaki       | Grèce            |
| 17                 | Jade Labastugue     | France           |
| 18                 | Yareli Acevedo      | Mexique          |
| 19                 | Yumi Kajihara       | Japon            |
| 20                 | Michelle Andres     | Suisse           |
| 21                 | Rinata Sultanova    | Kazakhstan       |
| 22                 | Daniela Campos      | Portugal         |
| 23                 | Nikol Płosaj        | Pologne          |
| 24                 | Tawakalt Yekeen     | Nigeria          |

## Tableau des médailles
- Pays organisateur (France)

| Rang  | Nation           | Or | Argent | Bronze | Total |
| ----- | ---------------- | -- | ------ | ------ | ----- |
| 1     | Pays-Bas         | 4  | 4      | 2      | 10    |
| 2     | Italie           | 4  | 3      | 0      | 7     |
| 3     | Allemagne        | 3  | 3      | 1      | 7     |
| 3     | France           | 3  | 3      | 1      | 7     |
| 5     | Grande-Bretagne  | 3  | 2      | 5      | 10    |
| 6     | Belgique         | 2  | 0      | 2      | 4     |
| 7     | Australie        | 1  | 1      | 1      | 3     |
| 8     | États-Unis       | 1  | 0      | 2      | 3     |
| 9     | Canada           | 1  | 0      | 0      | 1     |
| 10    | Nouvelle-Zélande | 0  | 2      | 1      | 3     |
| 11    | Japon            | 0  | 2      | 0      | 2     |
| 12    | Danemark         | 0  | 1      | 2      | 3     |
| 13    | Chine            | 0  | 1      | 1      | 2     |
| 14    | Portugal         | 0  | 0      | 2      | 2     |
| 15    | Colombie         | 0  | 0      | 1      | 1     |
| 15    | Espagne          | 0  | 0      | 1      | 1     |
| Total | Total            | 22 | 22     | 22     | 66    |